# Église Saint-Laurent de Vicence
Pour les articles homonymes, voir Église Saint-Laurent et Église San Lorenzo.
L'église Saint-Laurent (italien : chiesa di San Lorenzo ; vénitien : ceza de San Lorenso) est un édifice religieux catholique à Vicence, en Italie. Il est construit à la fin du XIIIe siècle dans le style gothique, dans sa version lombardo-padana du XIIIe siècle.

## Situation
Elle occupe le centre de la place Saint-Laurent (italien : piazza San Lorenzo, le long du corso Fogazzaro, et est gérée par les Franciscains conventuels.

## Historique
L'église, très large, a été bâtie sur une grande place s'ouvrant devant la façade pour accueillir la masse des gens venus pour les prédications. Elle a été construite en vingt ans avec le soutien des autorités de la ville – à cette époque, la ville était sous la domination de la ville de Padoue, favorable aux franciscains – qui ont contribué de façon remarquable à la construction, en attribuant un tiers du produit de la saisie des hérétiques. S'y sont ajoutés les dons et legs de nombreuses familles nobles de la ville. Le couvent annexe est contemporain de la construction de l’église qui, au XVe siècle, a été complétée par un premier cloître et au XVIe siècle par un deuxième adjacent au premier (le premier cloître conserve encore son aspect d'origine, du second il ne reste que quelques traces, incorporées à une école nouvellement construite).
Tout au long du XIVe siècle, des changements et des ajouts externes ont été faits, tel que l'Oratoire de l'Immaculée Conception sur le flanc ouest (démoli en 1909 lors des travaux de restauration), le portail et la restructuration des absides. Au cours des siècles qui ont suivi l'intérieur a été embelli avec de nombreuses œuvres d'art, donnés par des familles nobles de Vicence, en particulier par la famille Da Porto.

## Extérieur
Conformément au style des églises construites par les ordres mendiants en Italie au XIIIe siècle – le style gothique Lombard ne renonce pas complètement aux formes romanes. La façade présente dans la moitié supérieure le profil typique à deux versants et dans la moitié inférieure sept grands arcs en ogive, éléments caractéristiques de la Vénétie, que l'on retrouve dans les plus importantes églises padouanes du XIIIe siècle.
L'élément majeur est le portail, construit de 1342 à 1344 par le sculpteur et architecte de Venise Andriolo de Santi, et financé par un legs testamentaire d'un conseiller de Cangrande della Scala, Pietro da Marano dit le Nain, qui espérait avec cet acte de générosité se débarrasser du fardeau d'une vie vécue en pratiquant l'usure. Il est représenté dans le tympan du portail, à genoux dans une attitude repentante devant Marie et l'enfant, flanqué des saints François et Laurent. Encadrant la lunette dans des entrelacs d'acanthes, cinq bustes des prophètes du côté gauche, et cinq bustes de Patriarches du côté droit. Sur l'architrave au centre le Christ bénissant. À sa droite, les saints Vincent, Louis de Toulouse, François d'assise et Jean l’évangéliste ; à gauche, Laurent de Rome, Antoine de Padoue, Chiara et Stéphane, quatre figures de la tradition, et quatre du répertoire franciscain. De part et d'autre, deux lions stylophores soutenant une annonciation.
Quatre sarcophages du XIVe siècle sont insérés dans la façade. Couverts par des auvents en pierre, ils renferment les restes des hommes célèbres de l'époque ; de gauche à droite, Benvenuto da Porto, Marco di Marano (Frère de Pietro qui est représenté sur le tympan du porche d'entrée), Lapo degli Uberti et Perdono Repeta (Le palais familial des Repeta est en face l'église de San Lorenzo).

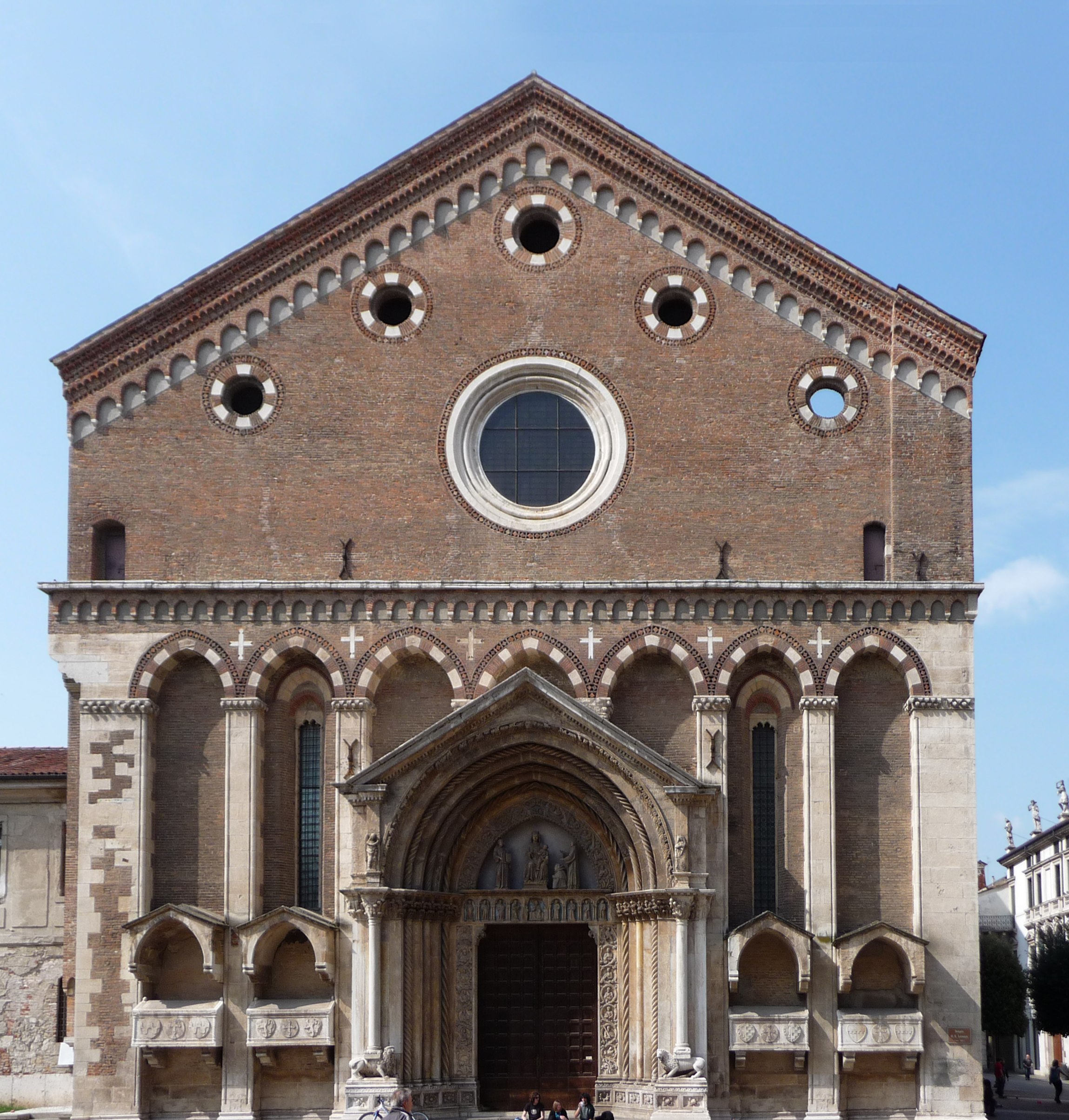
La façace
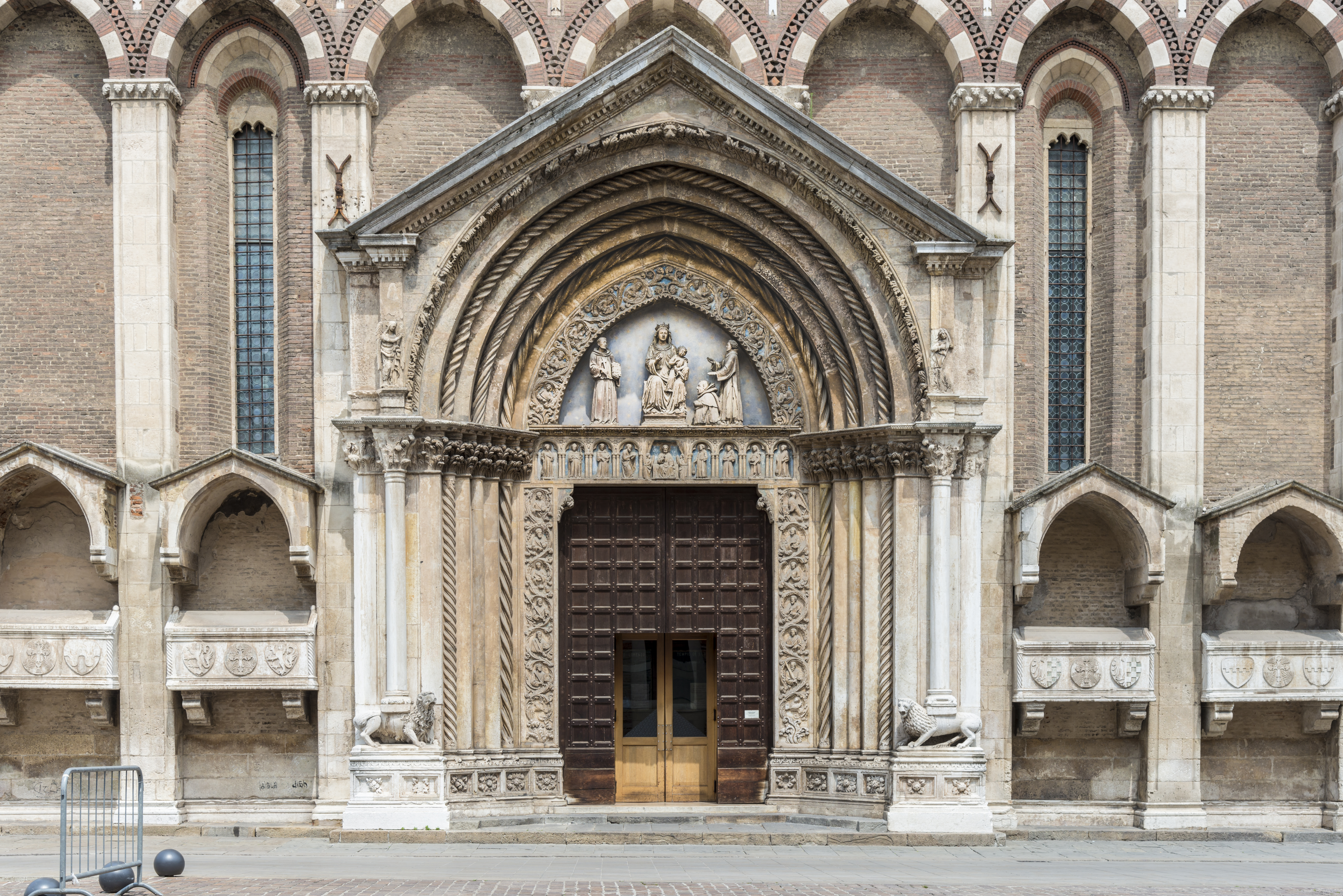
Le portail d'Andriolo de' Santi (1342-1344).
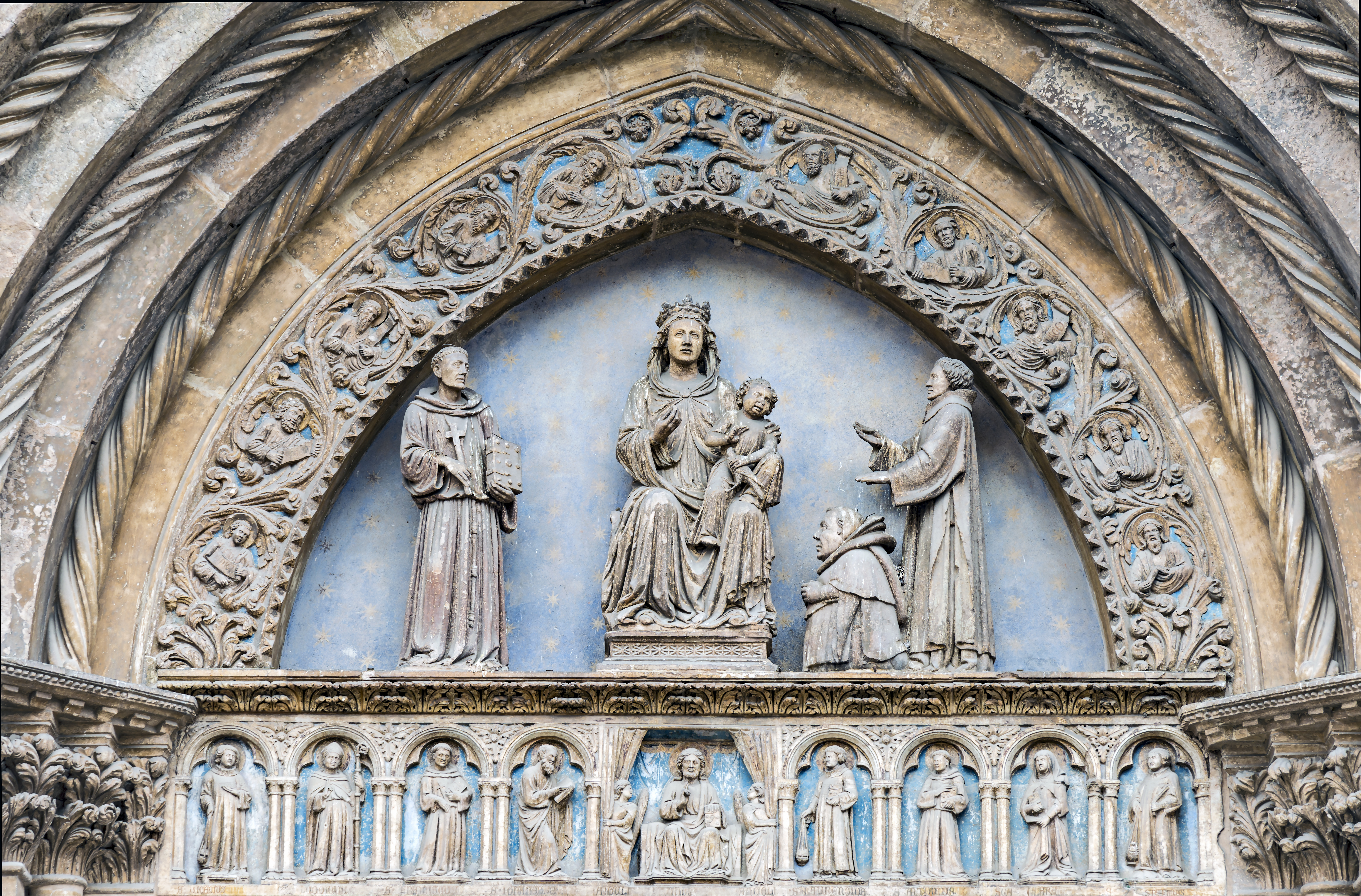
Le tympan du portail.
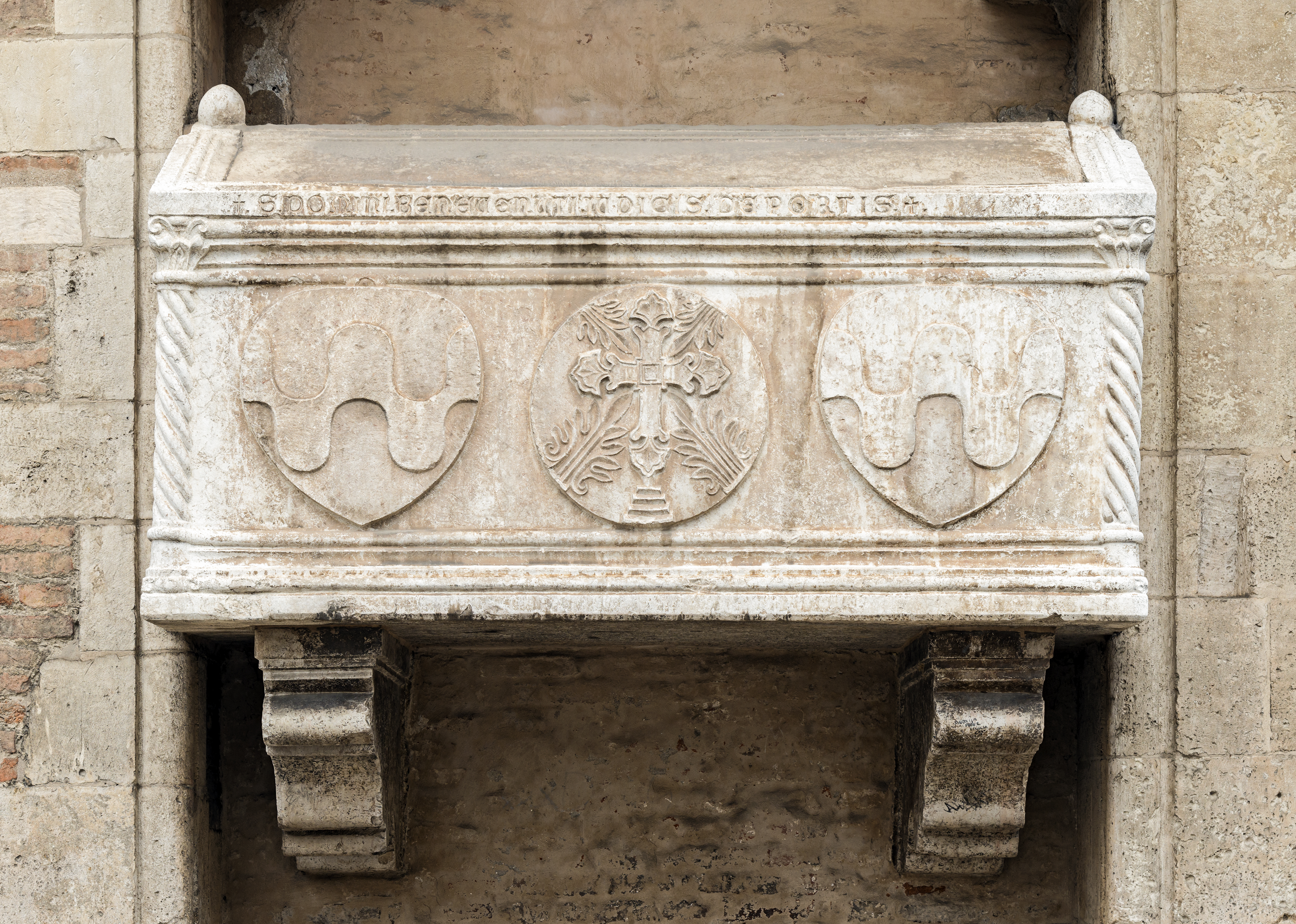
Sarcophage de Benvenuto da Porto.
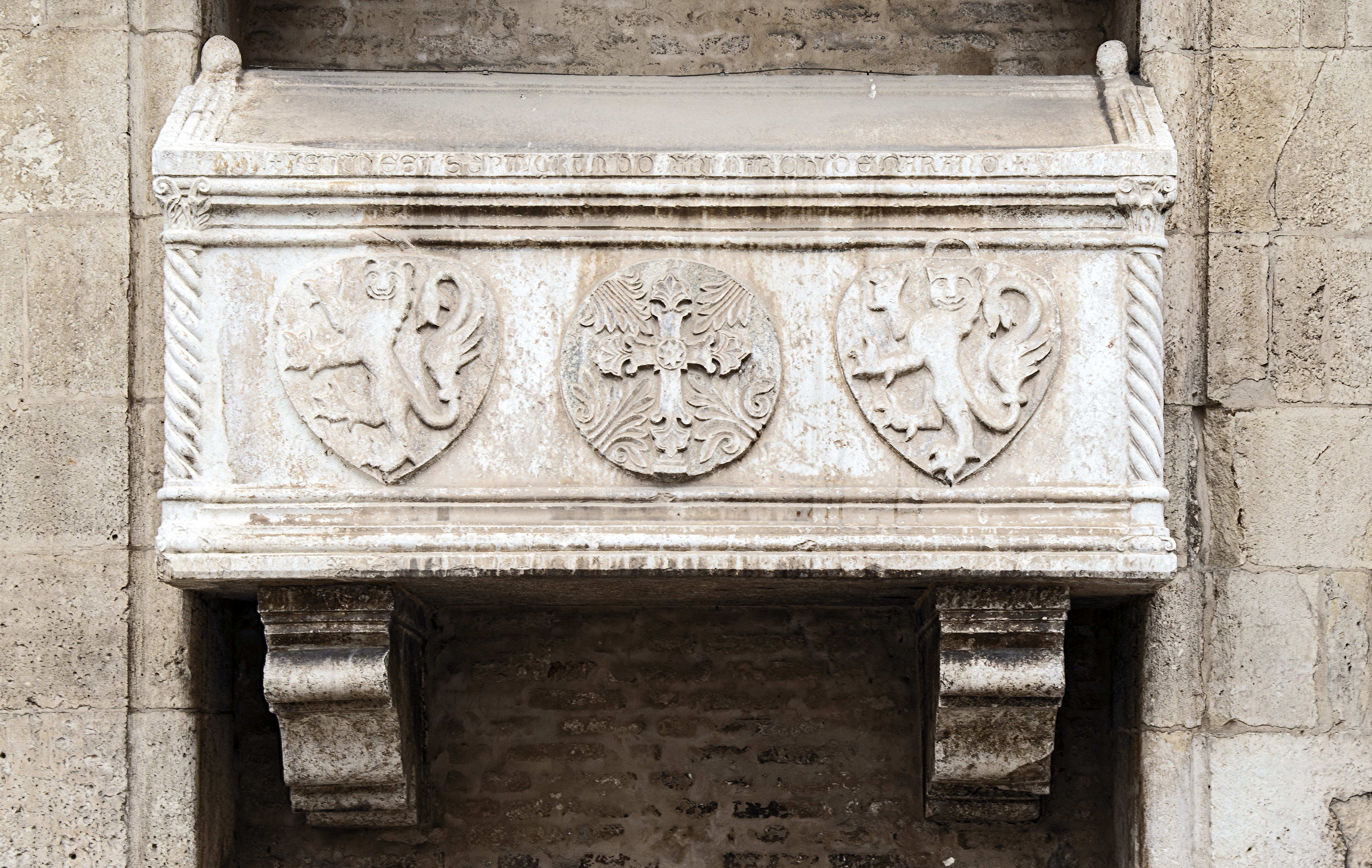
Sarcophage de Marco da Marano.
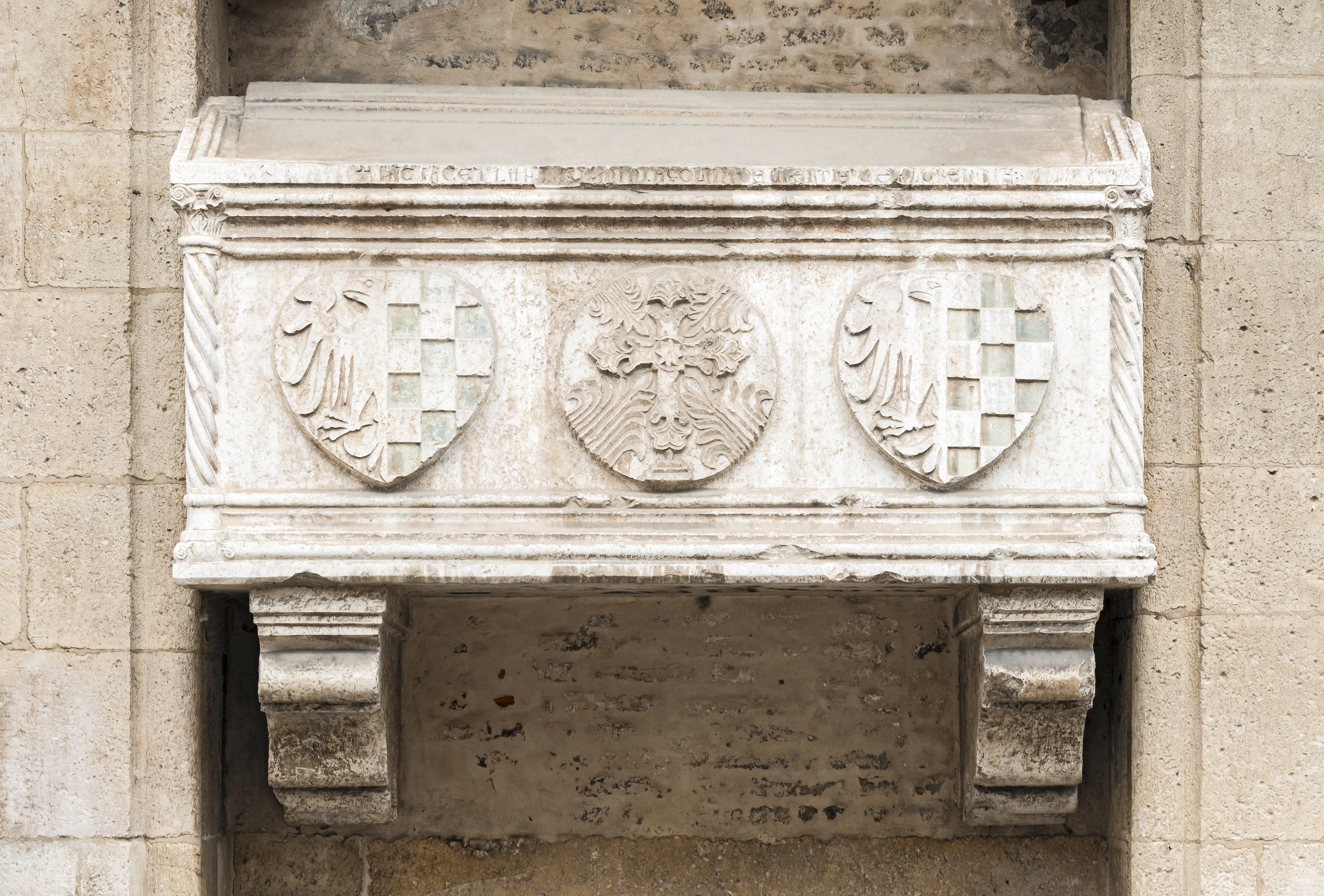
Sarcophage de Lapo degli Uberti.
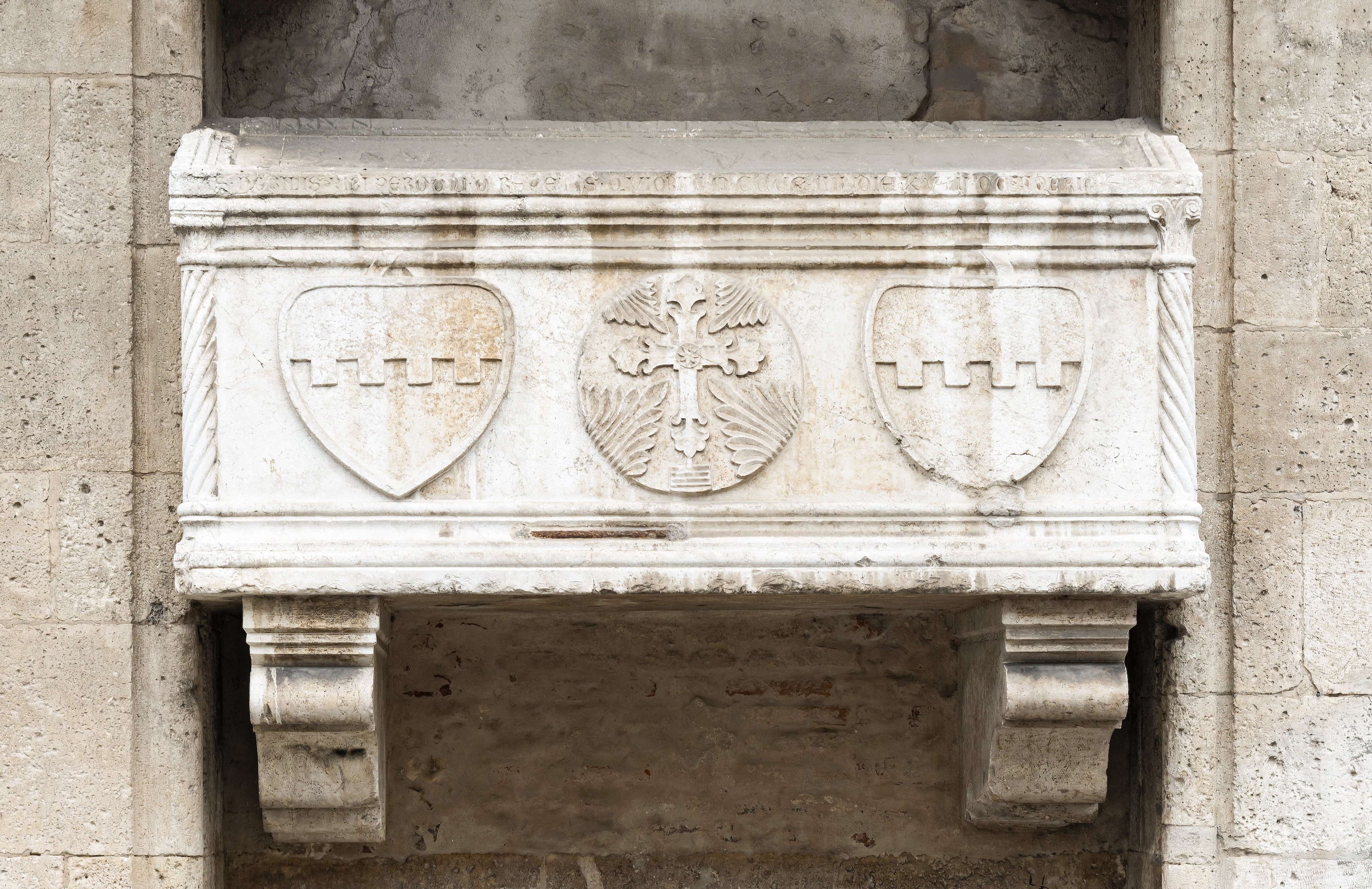
Sarcophage de Perdono Repeta.

### Le Cloître et le clocher
- Le haut clocher, construit en même temps que l'église à l'angle entre la chapelle de la Vierge et le bras gauche du transept, est clairement dans le style roman.
- Le cloître primitif, déjà construit dans la première moitié du XIVe siècle, a été détruit et remplacé par le cloître actuel à la fin du XVe siècle, dans l'élégant style classique-Renaissance. Au centre de la cour a été placé au siècle dernier une tête de puits gothique, qui porte au quatre coins les armes de la famille Loschi.

Au septentrion, le portique surmonté par les cellules du couvent donne accès à la salle capitulaire, flanqué de deux belles fenêtres à meneaux de la fin du XIIIe siècle, avec des colonnes de marbre blanc, dans des arcs gothiques. Toujours sur le porche, sur les côtés est et ouest, de nombreuses pierres tombales, des statues et des urnes funéraires de différents siècles, recueillies au XIXe siècle.

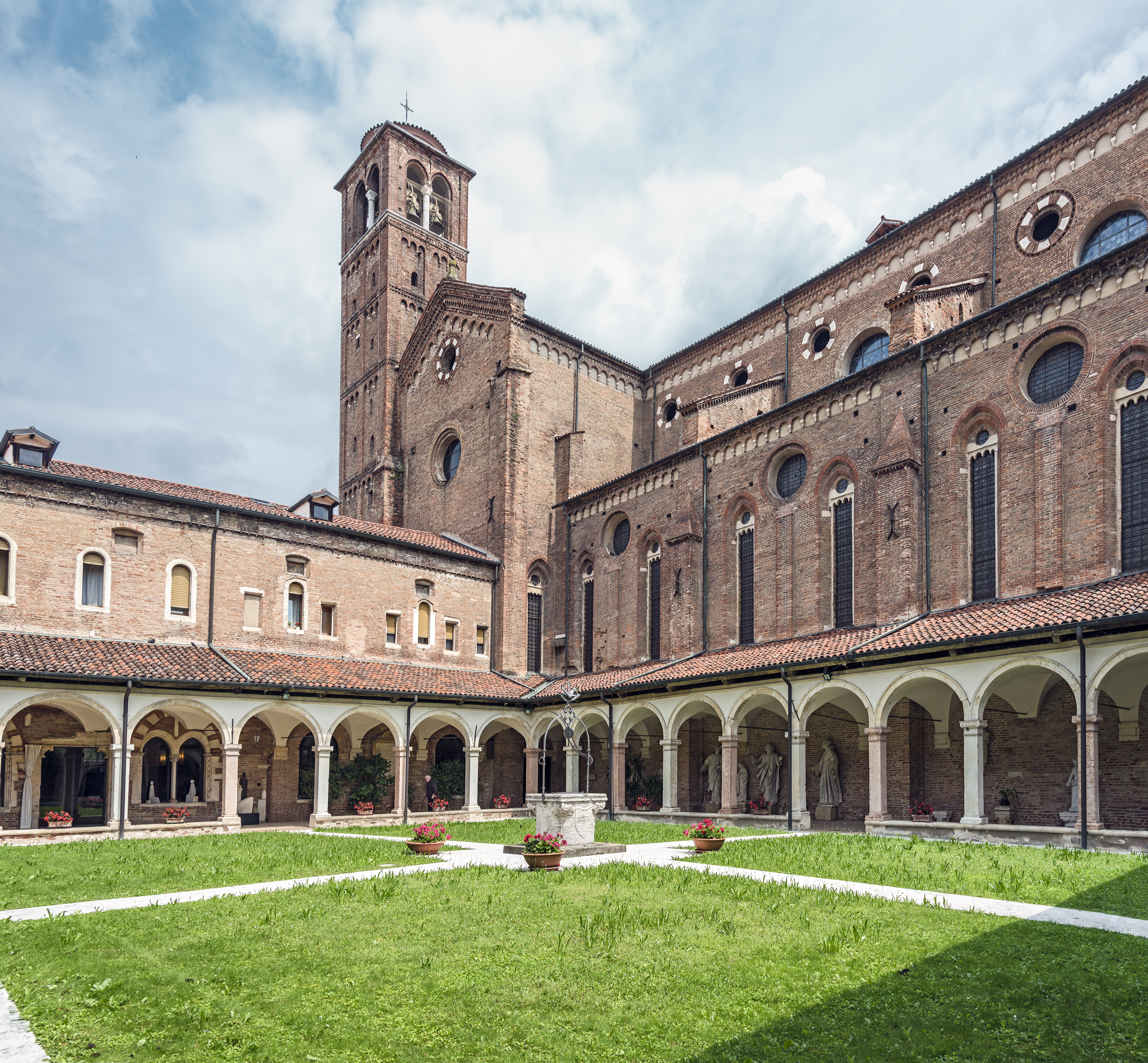
Le cloître et le clocher.
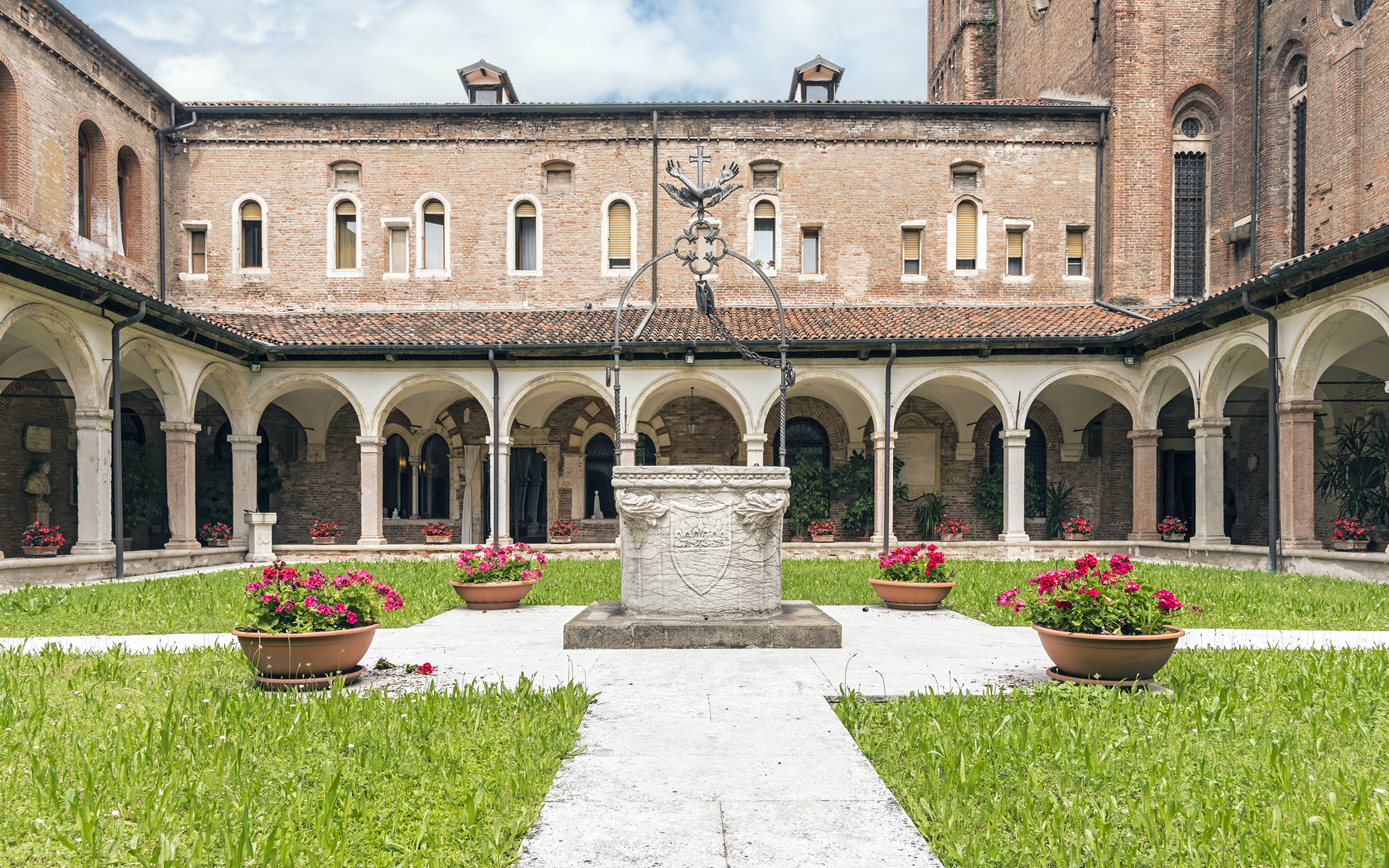
Le cloître et la salle capitulaire.
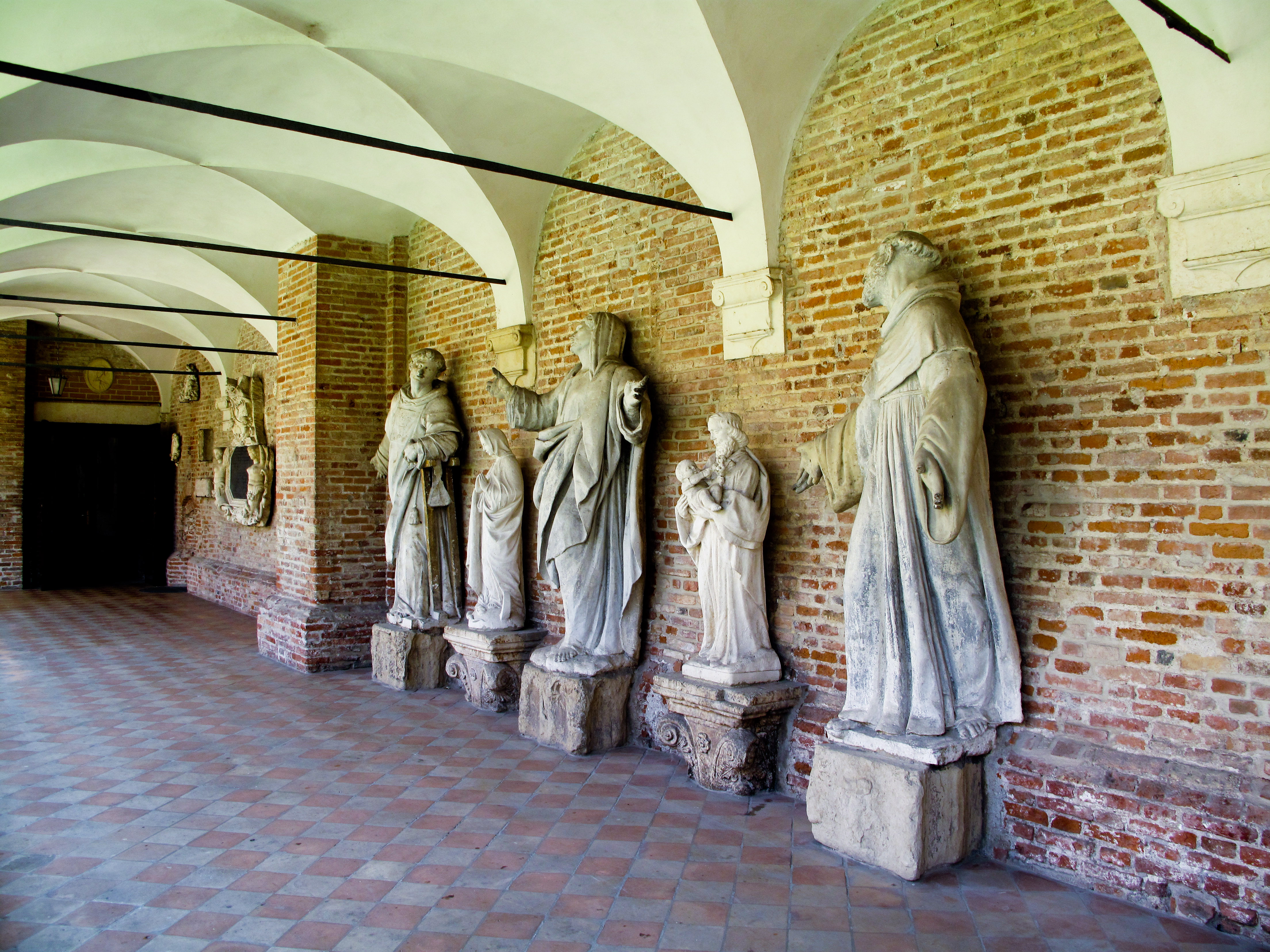
Statues du cloître.

## Intérieur

### La nef
Les hautes colonnes guident le regard vers le plafond – tous les éléments sont purement gothiques – la hauteur en fait une des églises les plus imposantes de la ville.
La nef est divisée en trois dans le sens longitudinal par de puissants piliers cylindriques reposant sur des bases carrées et des blocs de pierre. Les chapiteaux sont terminés par deux rangées de feuilles en deux bandes décalées et abaque octogonal. À la fin de la nef s'élargit le transept. L'église reprend le schéma en croix latine d'inspiration cistercienne.

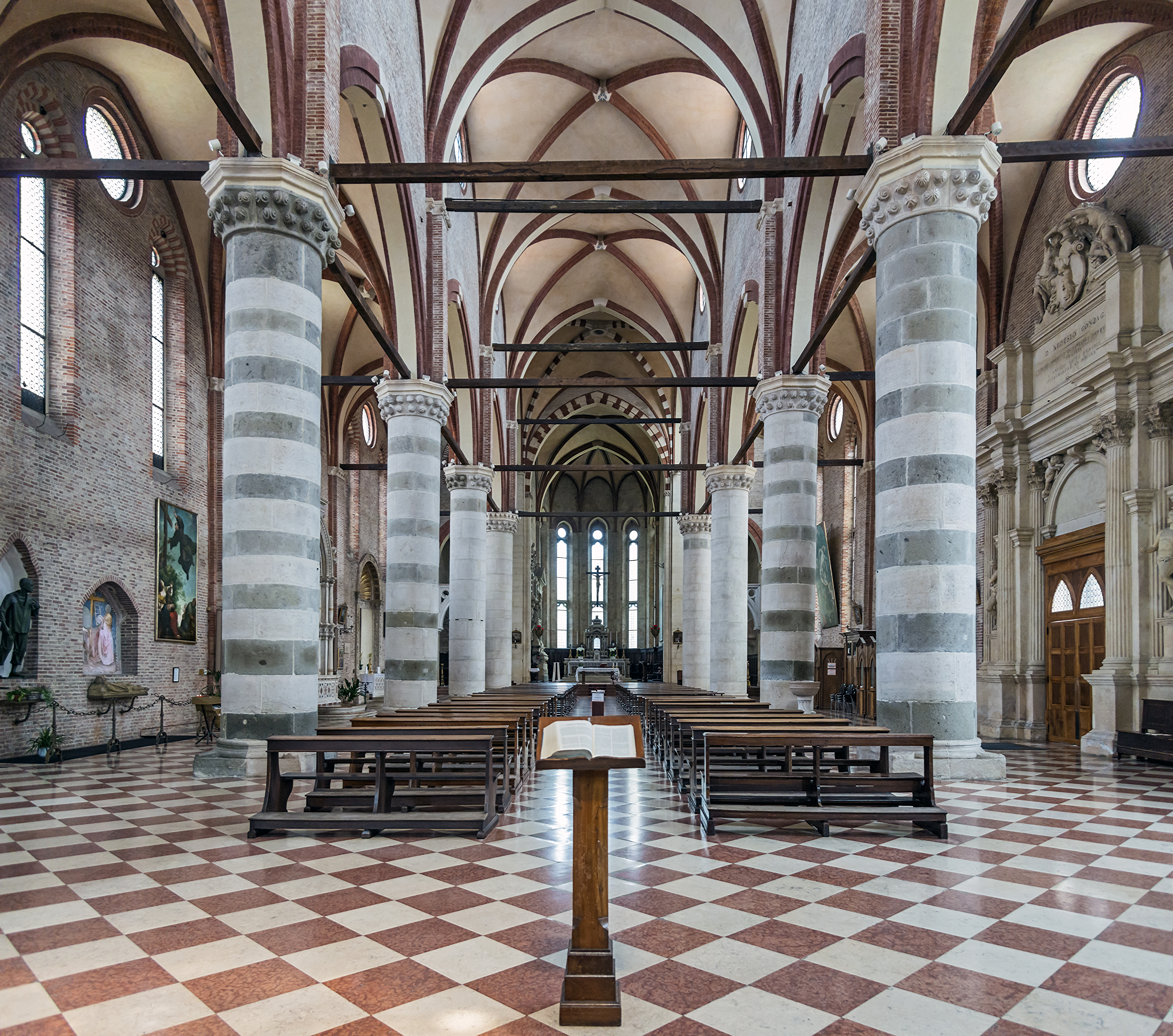
Vue générale de la nef.
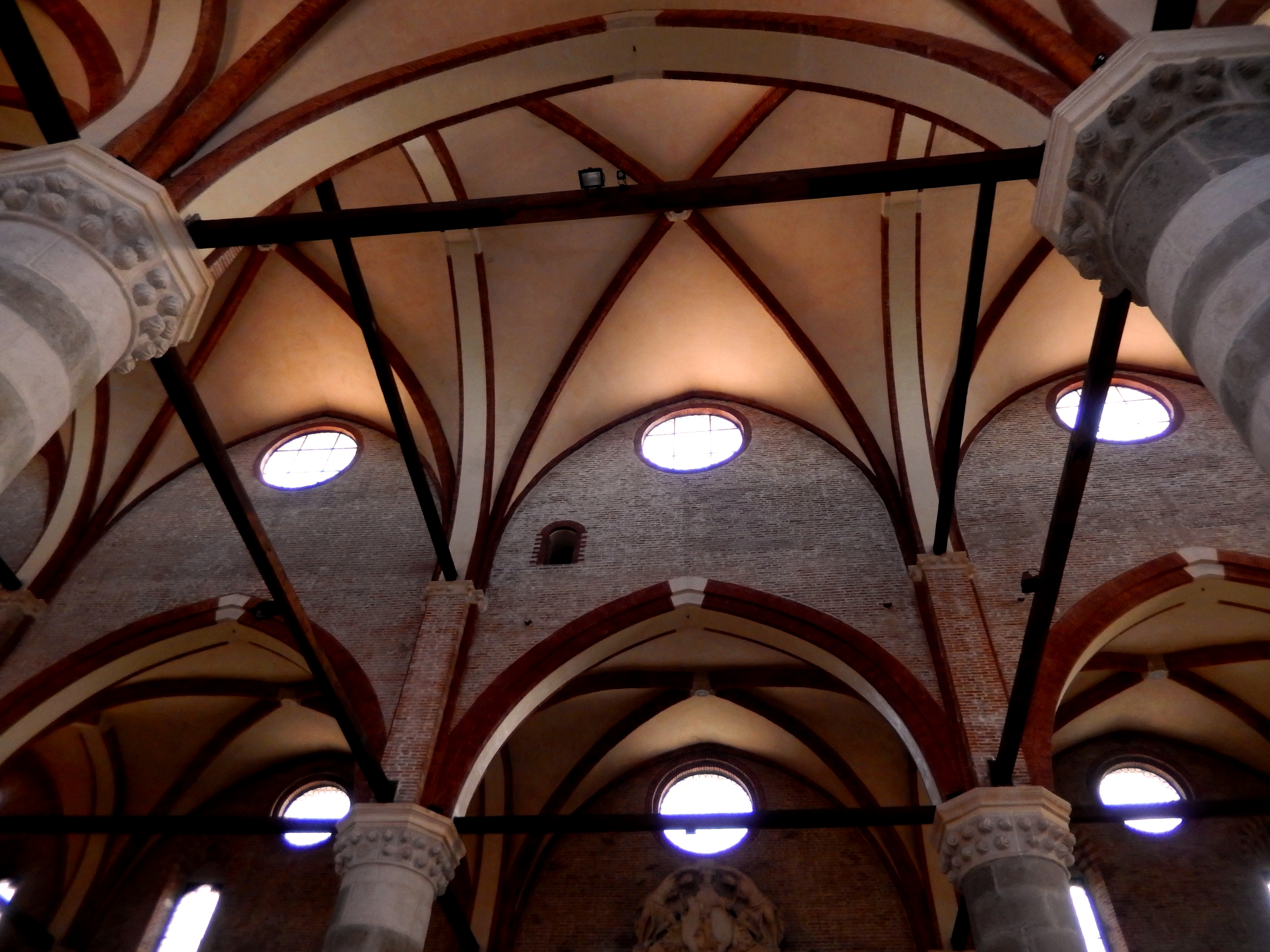
Le plafond de la nef.

### La contre-façade
Elle est dominée au centre par le monument en stuc de Giambattista de Porto, préfet général de la république de Venise et gouverneur de Candie, qui surmonte la porte. Le monument a été conçu en 1661 et devait accueillir des tableaux à la gloire du général qui n’ont jamais été réalisés. À droite de la porte est incrusté un haut-relief en pierre peinte représentant une Vierge à l'Enfant entre saint Sébastien et saint Antoine le grand, œuvre situé entre 1475 et 1480, avec des influences lombardes évidentes. À gauche, le monument à Vincenzo Scamozzi, reconstruit lors de la restauration de 1837-1839, après avoir été démoli au cours de la période napoléonienne. À côté du monument, une plaque corrodée en mémoire de Giambattista et Girolamo Albanese.

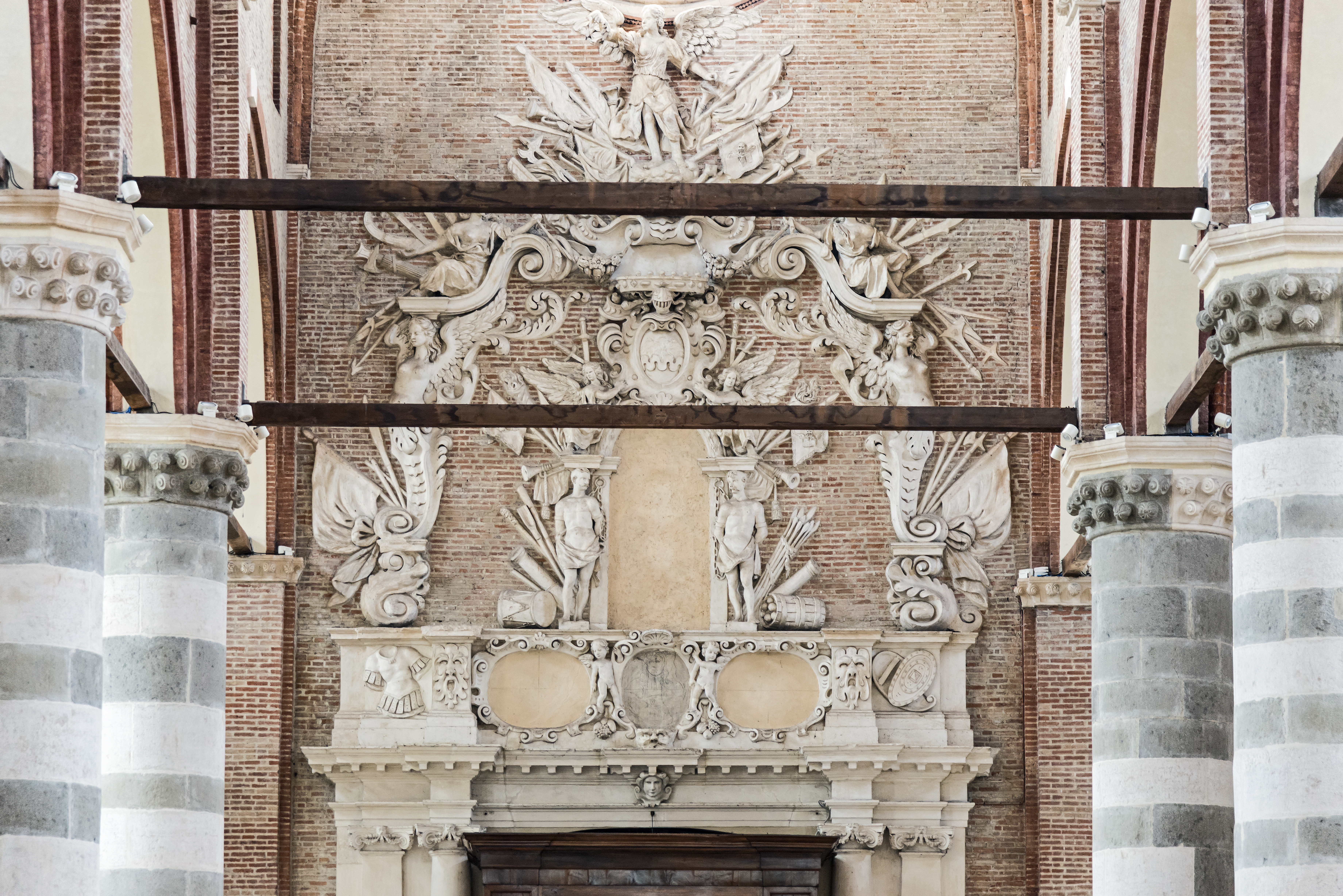
Monument à Giambattista da Porto.
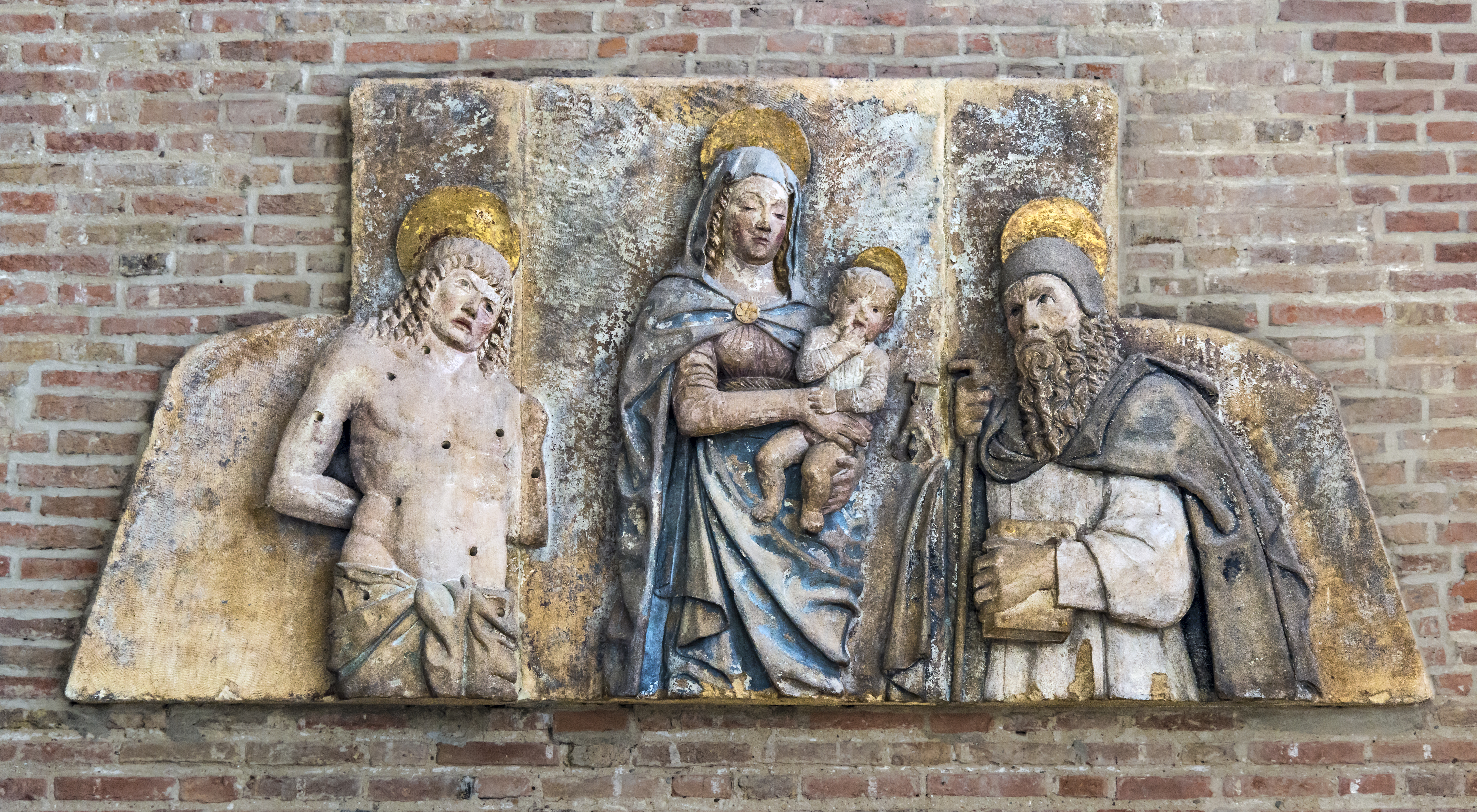
Bas-relief polychrome du XVe siècle.
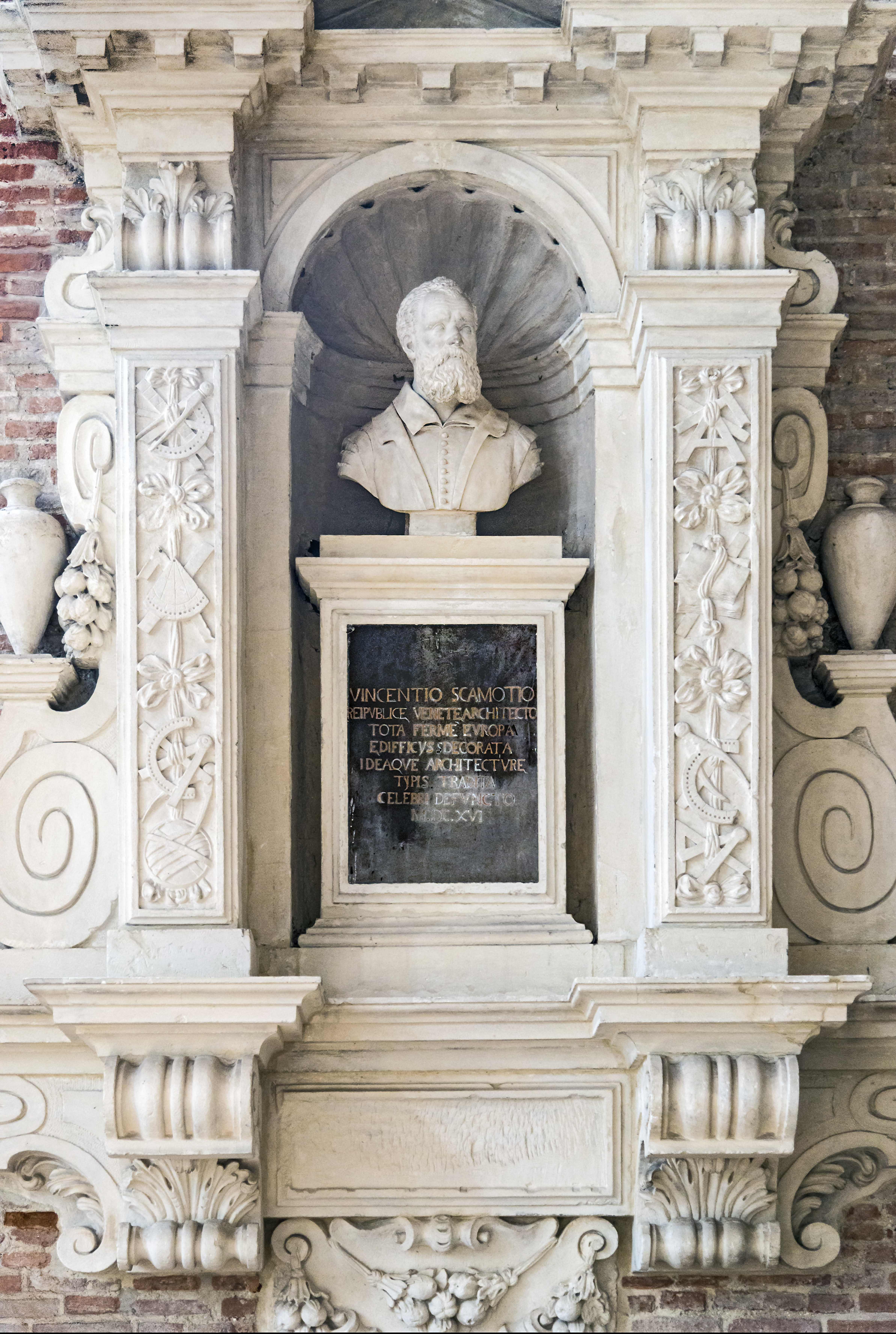
Monument à Vincenzo Scamozzi.

### Partie Droite de la Nef

#### Autel Gualdo
Dédié à la famille Gualdo, il occupe la première travée de droite. Construit dans la première moitié du XVIe siècle, il présente une décoration raffinée avec des festons de médailles et d'objets militaires, décoration exubérante de l'école lombarde. Ravagée par un tremblement de terre en 1695, il a été rénové dans la seconde moitié du XVIIIe siècle. Le retable montre une huile sur toile La Vierge apparaissant à Pie V (1674) de Gian Antonio Fumiani.

#### Sarcophage de Ferreto dei Ferreti
Sur le mur de la deuxième travée se trouve la tombe du savant et historien Vicence Ferreto de' Ferreti, enterré dans un sarcophage du XIIIe siècle qui était initialement sur la façade à la place de celui de Perdono Repeta, transféré en 1642.

#### Autel Capra
Dans la troisième travée se trouve l'autel construit en 1605 par Odorico Capra. Il encadrait auparavant  le retable de Giovanni Busato, représentant Saint-Louis en extase, placé ici au XIXe siècle lors de la restauration de l'autel. De nos jours la partie centrale sert d'issue de côté à l'église. La structure architecturale se réfère à celle typique de l'autel de l'atelier Albanese et en particulier de Giambattista, à qui appartiennent certainement les anges et les figures féminines de la cimaise. Un bénitier élégant est adossé au pilier le plus proche.

#### La déposition
Dans la cinquième travée domine la grande toile de la Déposition, une copie d'une œuvre de Luca Giordano peinte pour l'église vénitienne de Santa Maria Wailing en 1652.

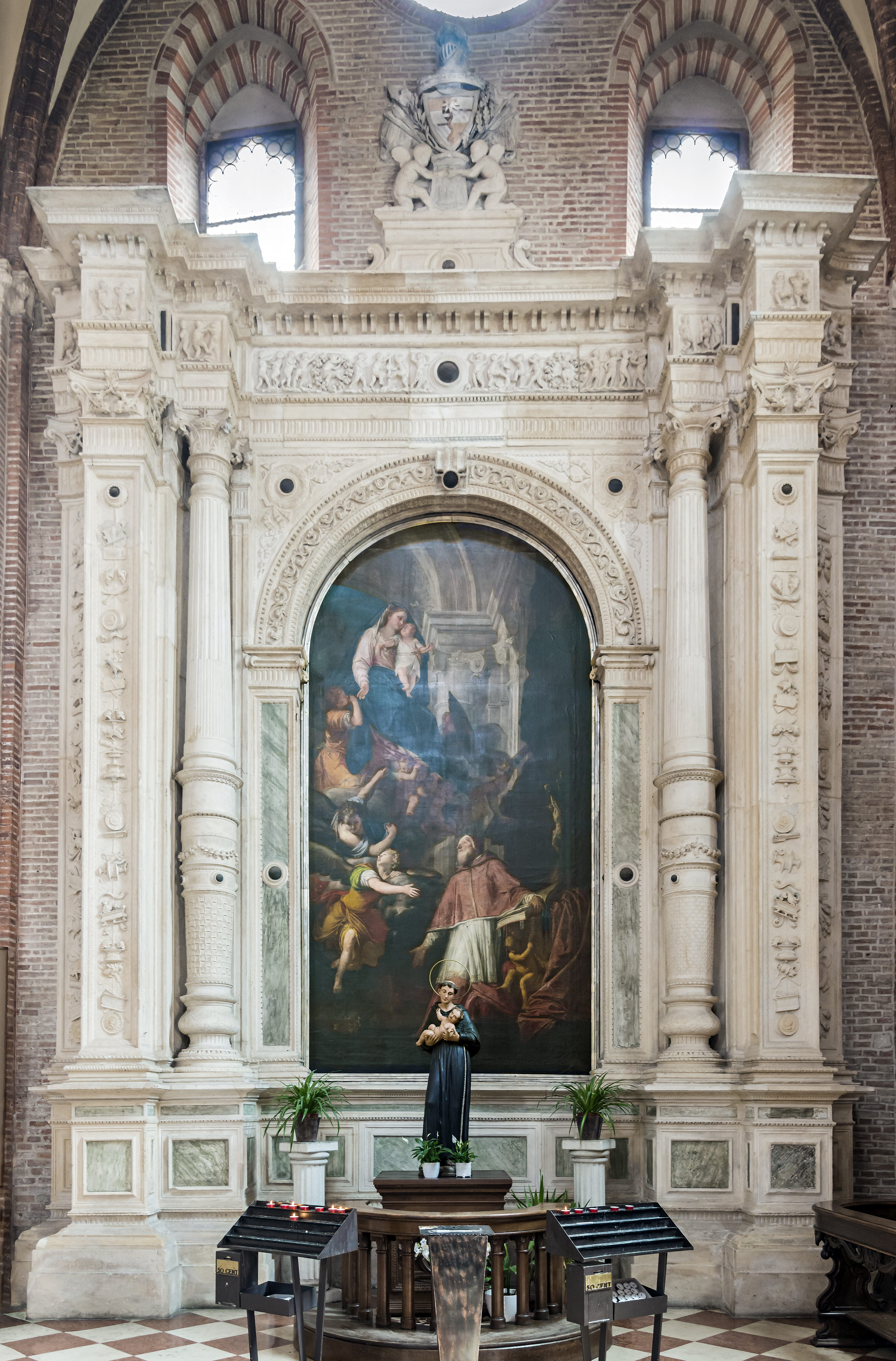
Autel Gualdo.
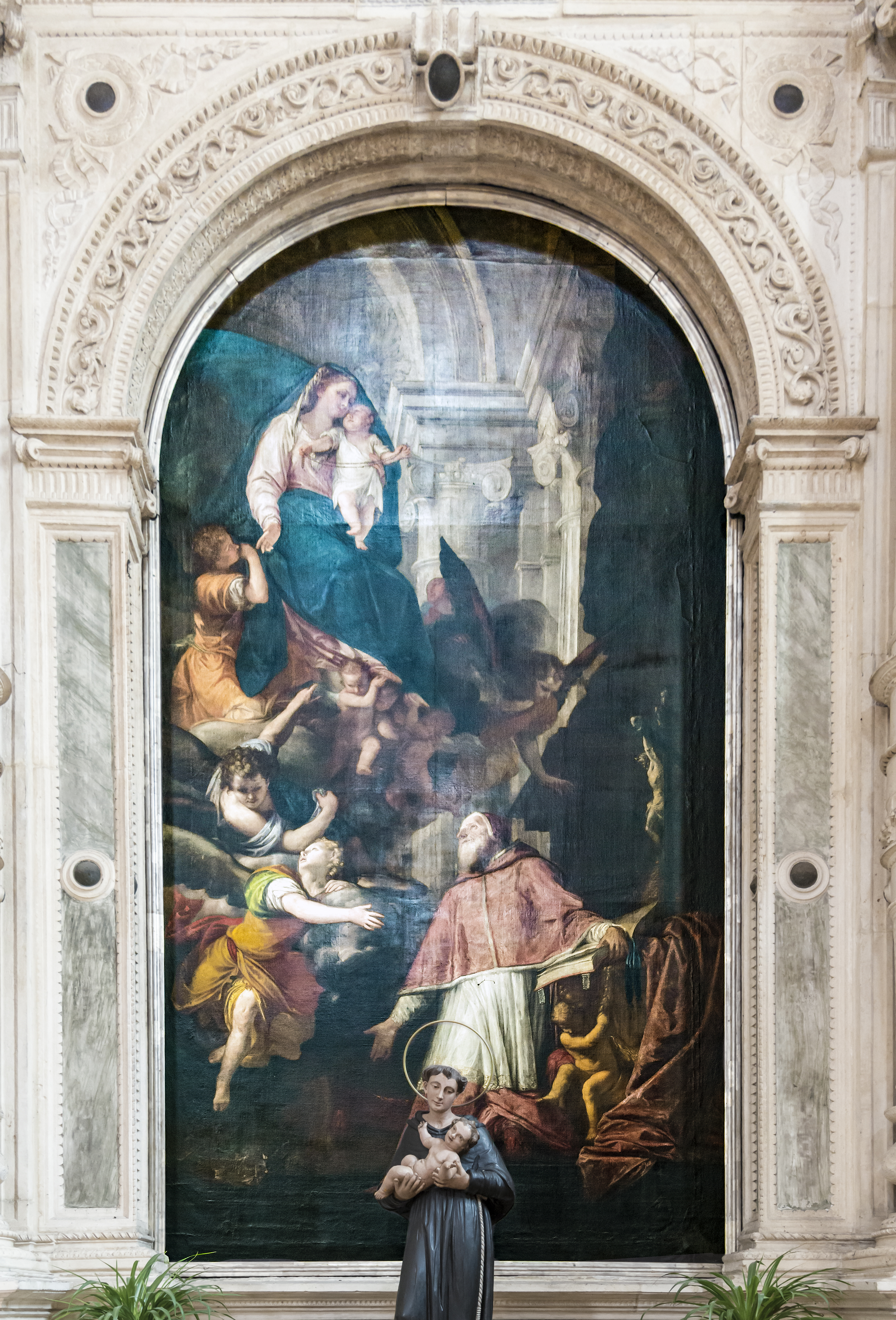
La Vierge apparaissant à Pie V Gian Antonio Fumiani.
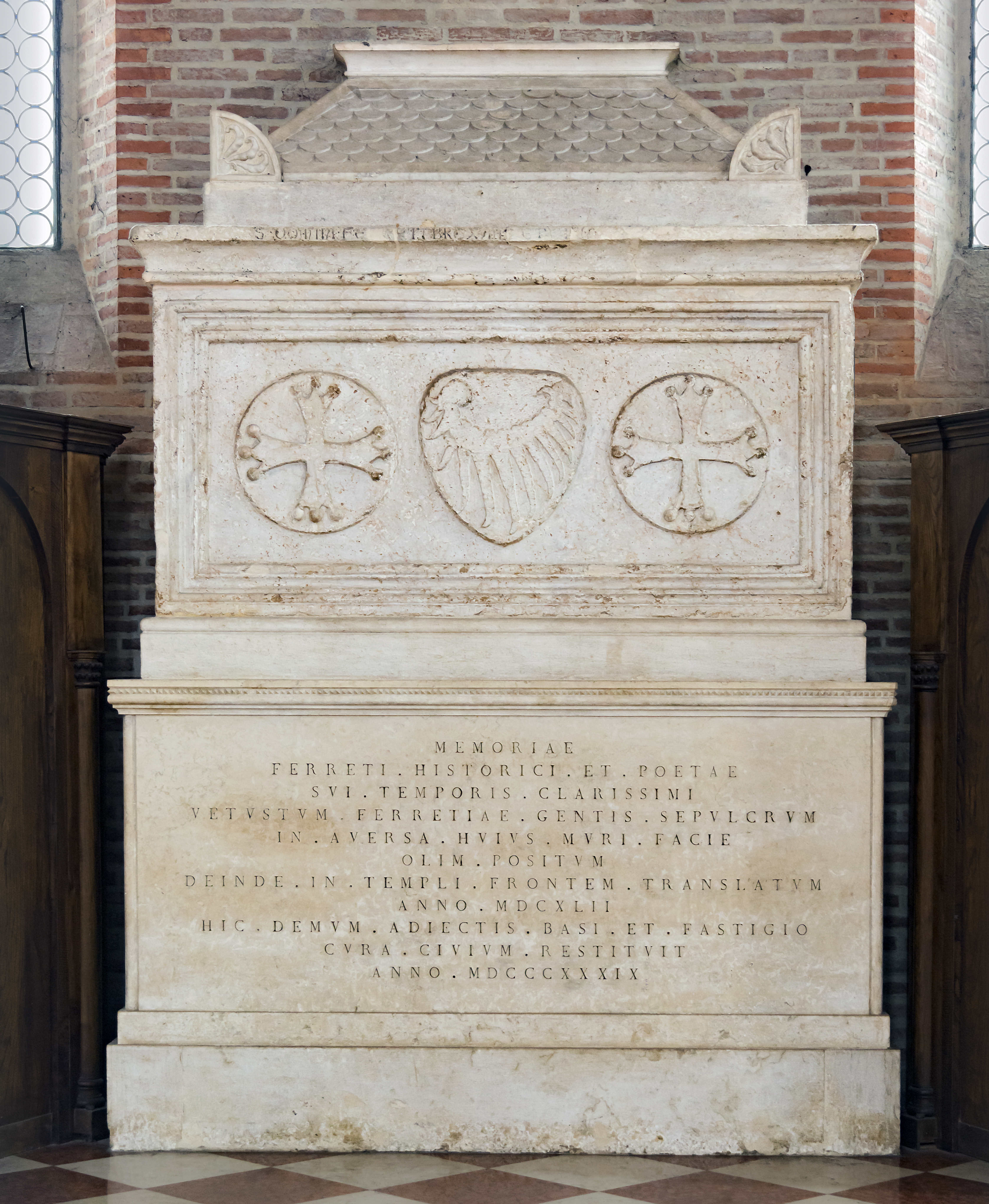
Sarcophage de Vicence Ferreto de' Ferreti.
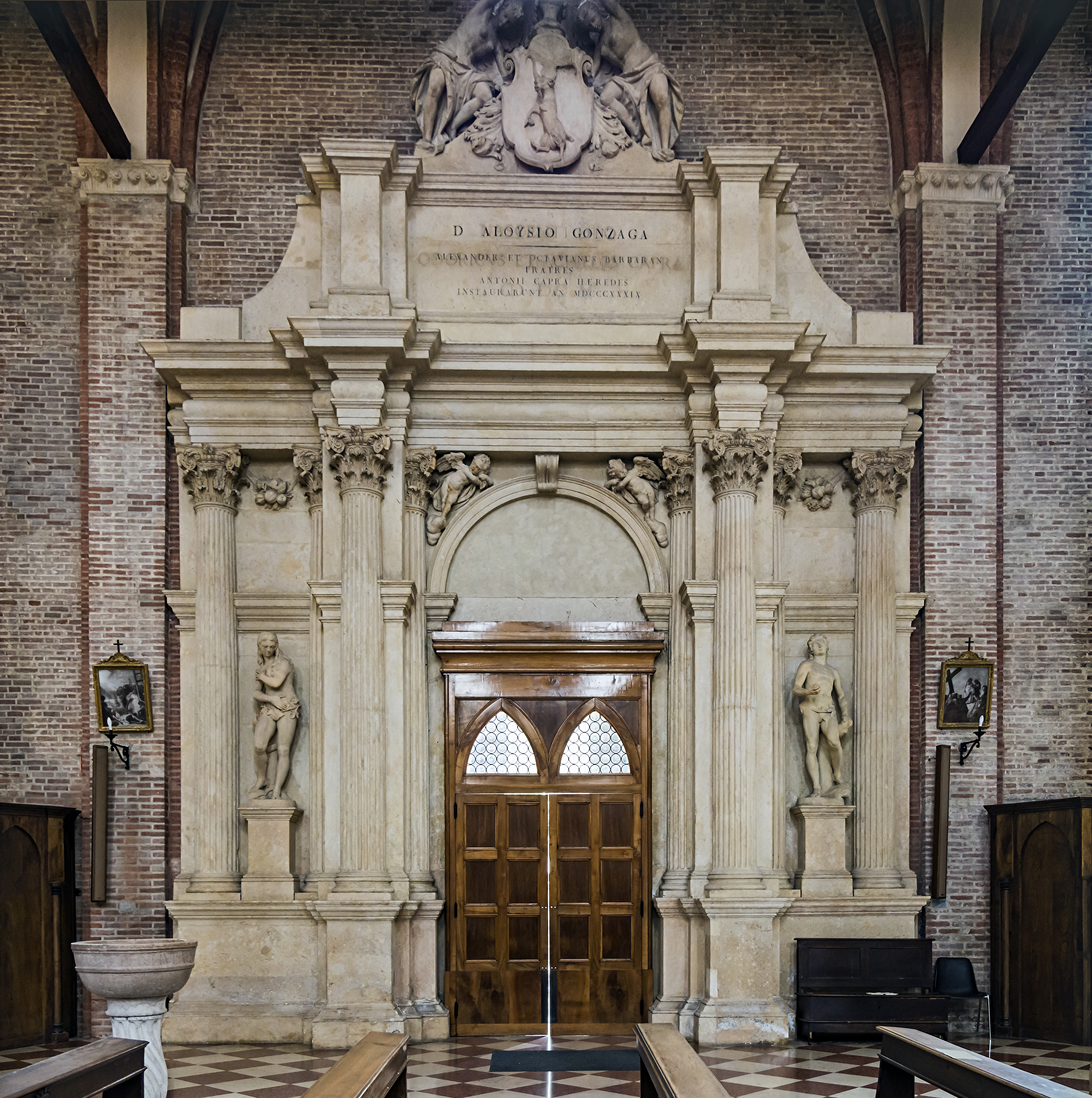
Autel Capra.
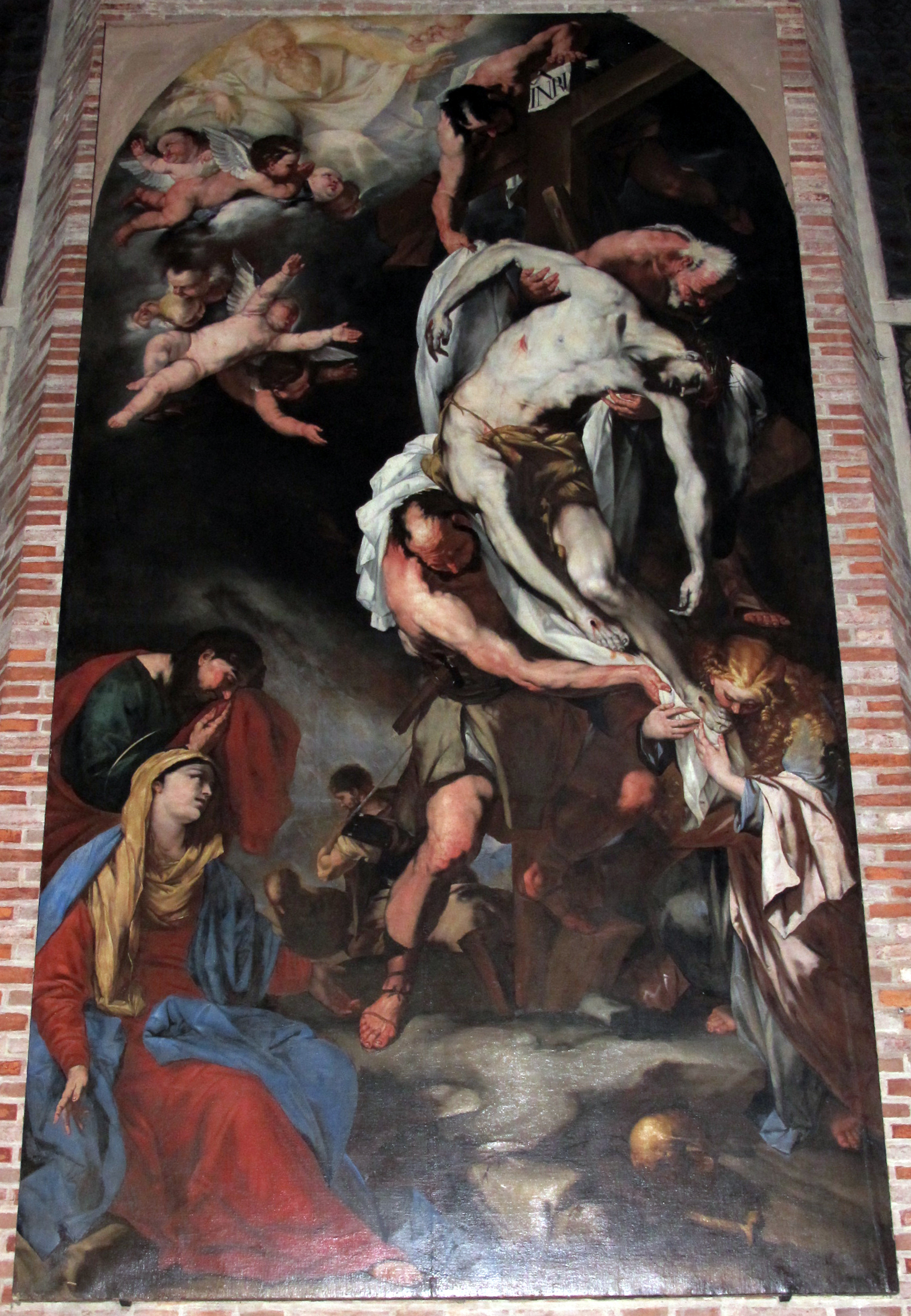
Déposition copie de l'oeuvre de Luca Giordano.

### Bras droit du transept et chapelle absidiale de droite

#### Autel Pojana de Carona
Le retable de l'autel de la Pietà a été commandée en 1474 par la famille Pojana au sculpteur Pietro Lombardo.

#### Chapelle de saint François d'Assise
Dédiée à saint François depuis 1324, l'autel de style baroque du XVIIe siècle provient de l'église de Santa Maria Nova et est surmonté d'une statue en marbre de Carrare du saint par Vittorio Guelfi (1934). Sur le mur de droite le sarcophage de Guilielmo Pagello (1362) provient de l'église de Sant Corona et a été placé ici en 1839. Sur le mur de gauche, le monument funéraire d'Isabelle Alidosio (1571).

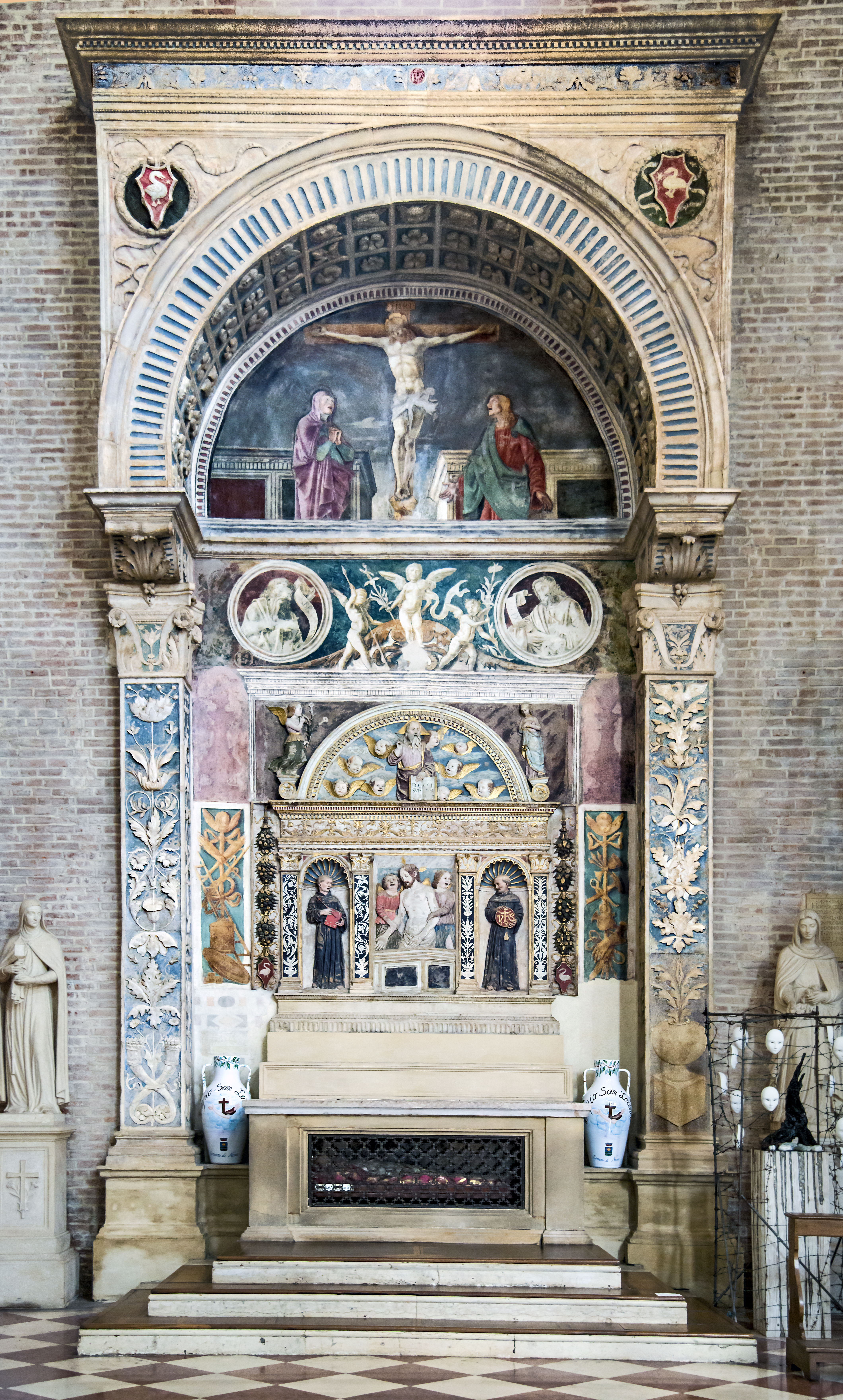
Autel Pojana par Pietro Lombardo.
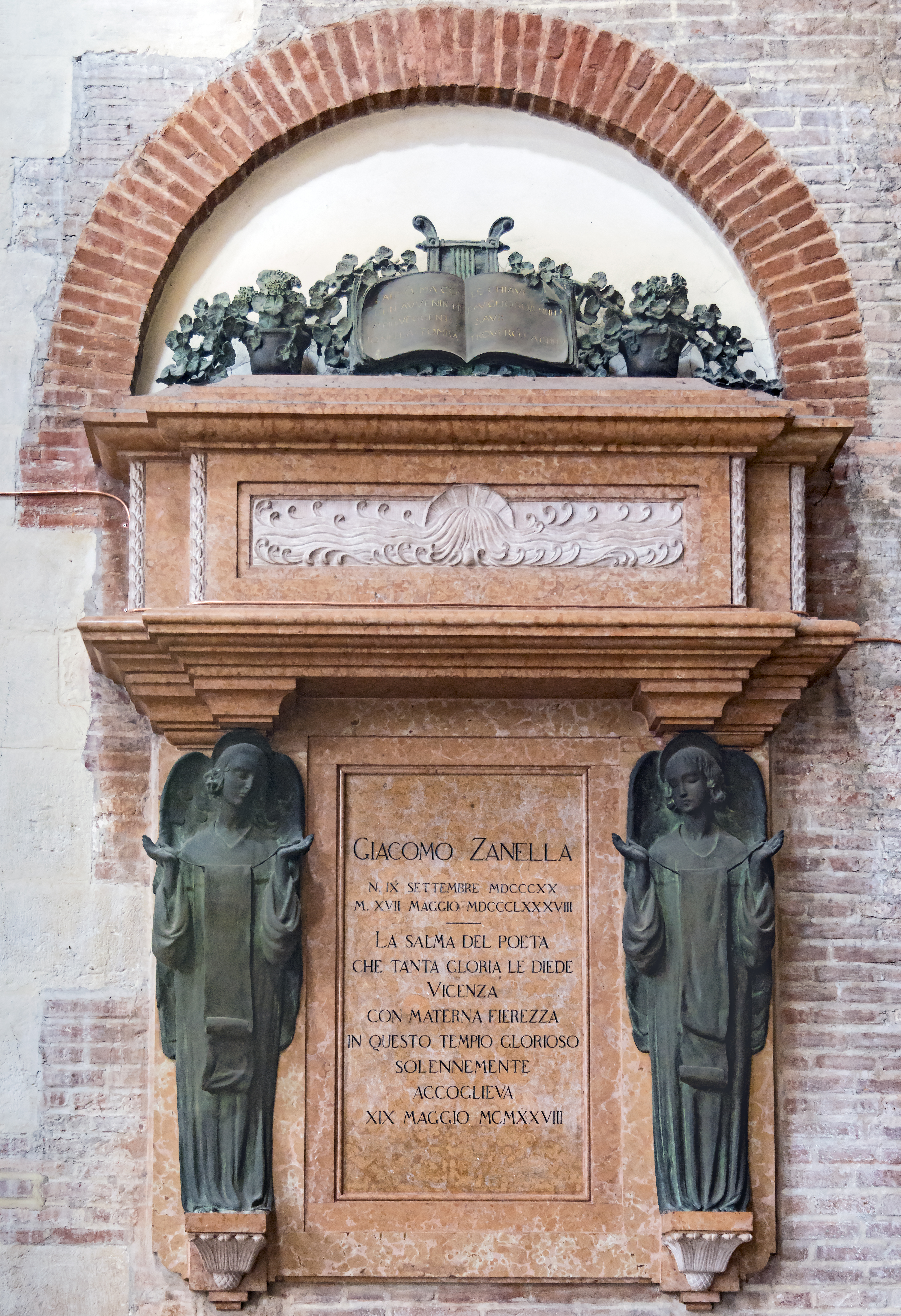
Monument à Giacomo Zanella.
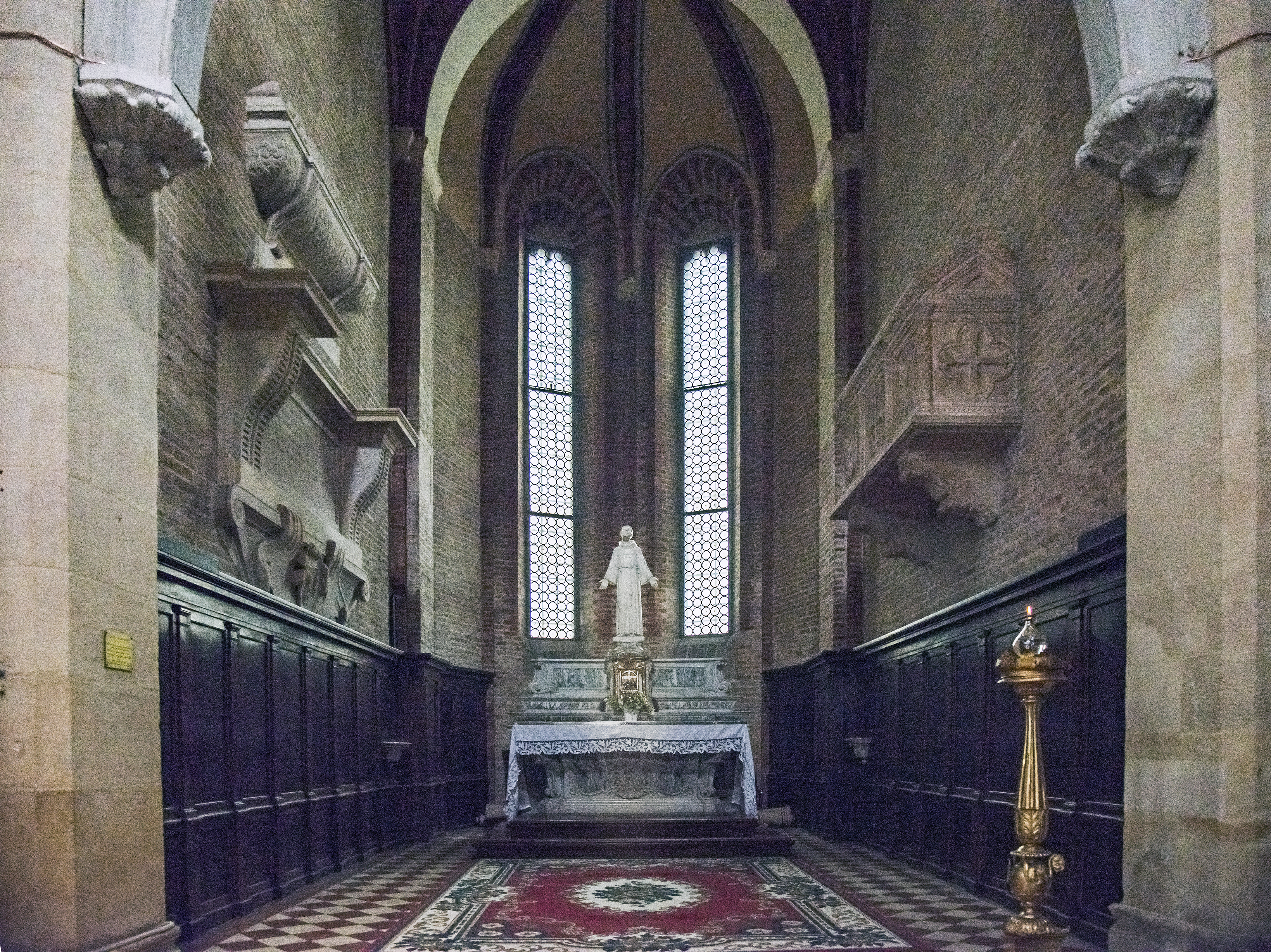
Chapelle de saint François d'Assise.
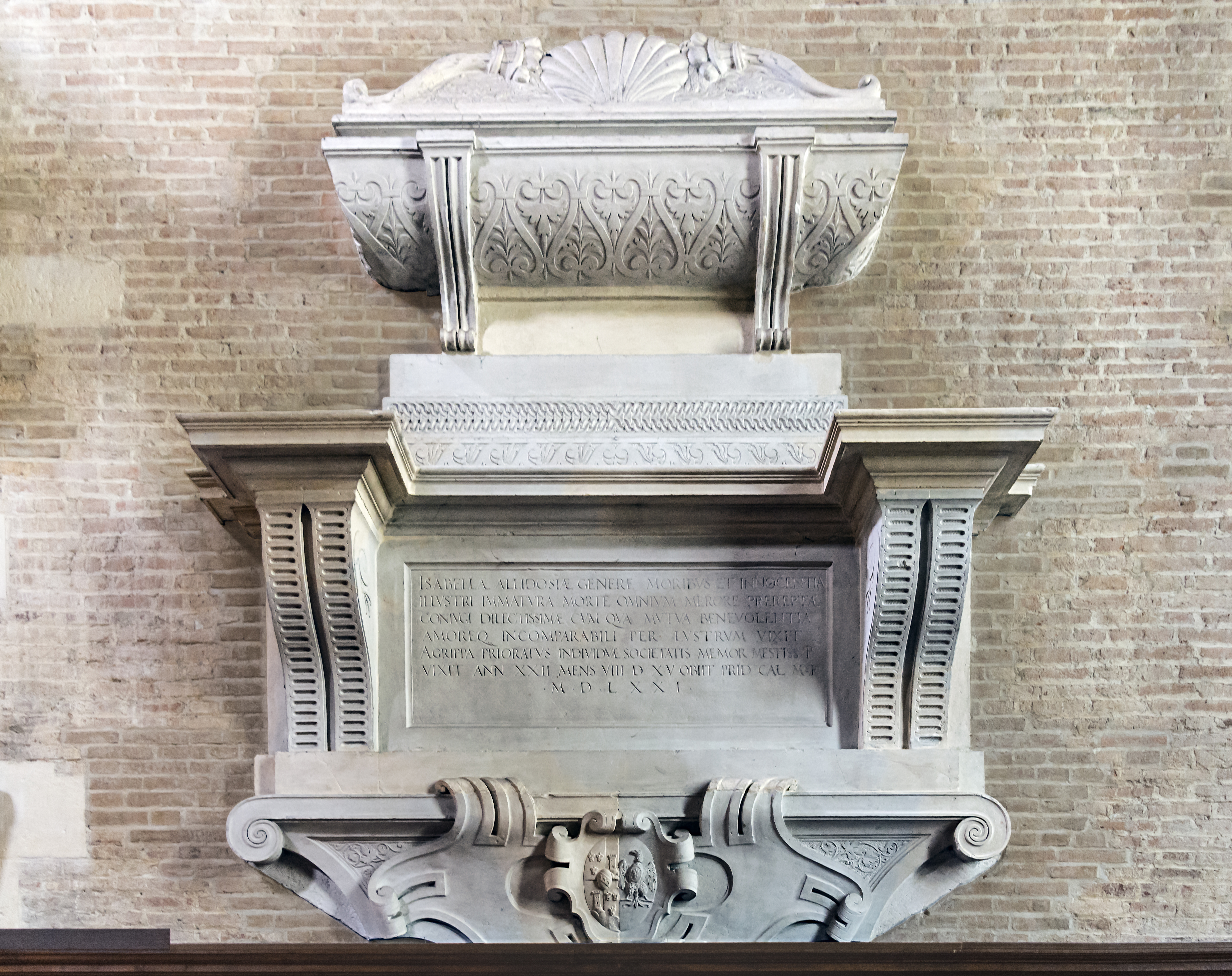
Monument funéraire d'Isabella Alidosio.
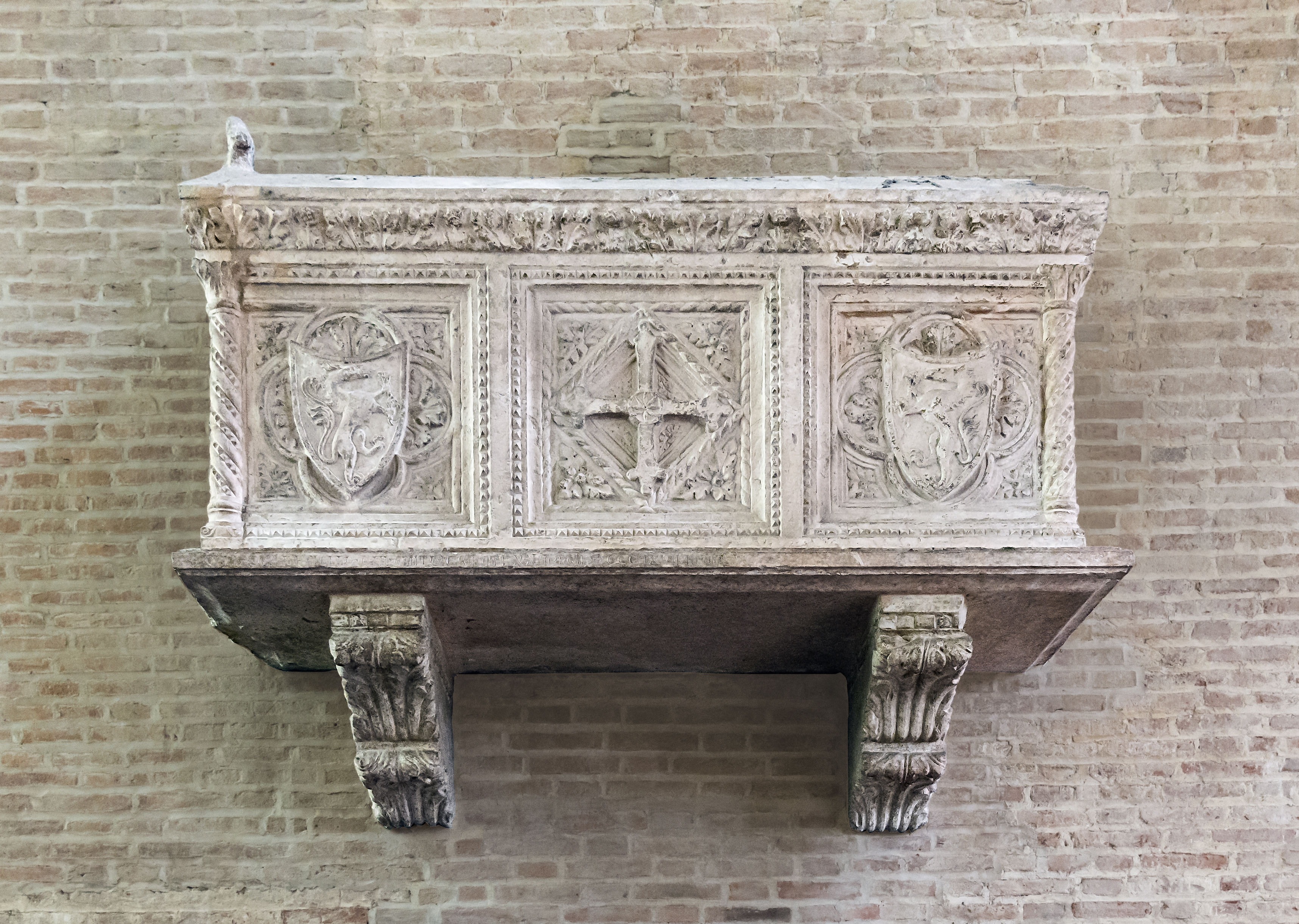
Sarcophage de Guilielmo Pagello (1362).

### Partie gauche de la nef

#### L'autel Piovene
La première travée est occupée par le grand autel Piovene, un assemblage de différents éléments entre les époques et les personnages. Le cadre des piliers et pilastres, orné de branchages et de guirlandes d’objets guerriers (pour rappeler les membres de la famille qui ont servi la république de Venise et d'autres pays européens) appartient à l'autel original de 1528. Les magnifiques chapiteaux corinthiens, l’entablement, le cadre, l'emblème et le bloc de titre sont ajoutés à la fin du XVIe siècle, tandis que la base et les socles sont du milieu du XVIIIe siècle. La toile le Père éternel en gloire est de Matteo Ingoli et a elle-même subi de nombreuses modifications.

#### Tombes des Volpe
Dans la deuxième travée, le monument avec le buste et le sarcophage de Brunoro Volpe, probablement une des dernières œuvres de Palladio ; au-dessus le sarcophage de Trevisano Volpe du XIVe siècle ; initialement dans l'église de Santa Corona et transféré ici au XIXe siècle.

#### Troisième travée
Elle est très composite, avec une grande niche montrant un grand fragment d’une Lamentation sur le Christ mort datant des premières années du XVe siècle retrouvée en 1914. La Déposition du Christ, perdue, a été remplacée par une sculpture moderne en terre cuite. À sa gauche, une autre niche avec la statue en bronze de Saint Maximilien Kolbe, du sculpteur Nereo Quagliato. À droite, un grand tableau représentant l'Extase de Saint-Joseph de Cupertino, par le peintre véronais Felice Boscarati vers 1762, initialement pour l'autel Gualdo.

#### Quatrième travée
Un autel de la fin du XVe siècle, qui encadre un tableau du XVIe siècle Saint-Laurent et le gril par le peintre vénitien Parrasio Michiel. Cette toile initialement dans le Palais des Camerlingues de Venise est déposée aux Gallerie dell'Accademia de Venise et prêtée à l'église Saint-Laurent. Un travail d'une grande sophistication, probablement des tailleurs de pierre de maîtres de Côme venus à Vicence dans l'atelier de Pedemuro San Biagio. À droite et à gauche, deux plaques commémorent la Trissino, qui avait ici un autel dédié à Saint-Laurent, mort en 1615.

#### Cinquième travée
L'autel de saint Antoine de Padoue financé en 1486 par Giovanni Magrè, pour remplacer celui de 1288, qui n'avait pas été achevé. La coquille dorée laisse penser que l'œuvre est d'Alvise Lamberti da Montagnana. Le retable encadre un tableau de Giulio Carpioni, représentant la Vierge offrant l'enfant à l'adoration de saint Antoine de Padoue. Gaétan de Thiene, qui apparaît au deuxième plan, a été rajouté au XIXe siècle.

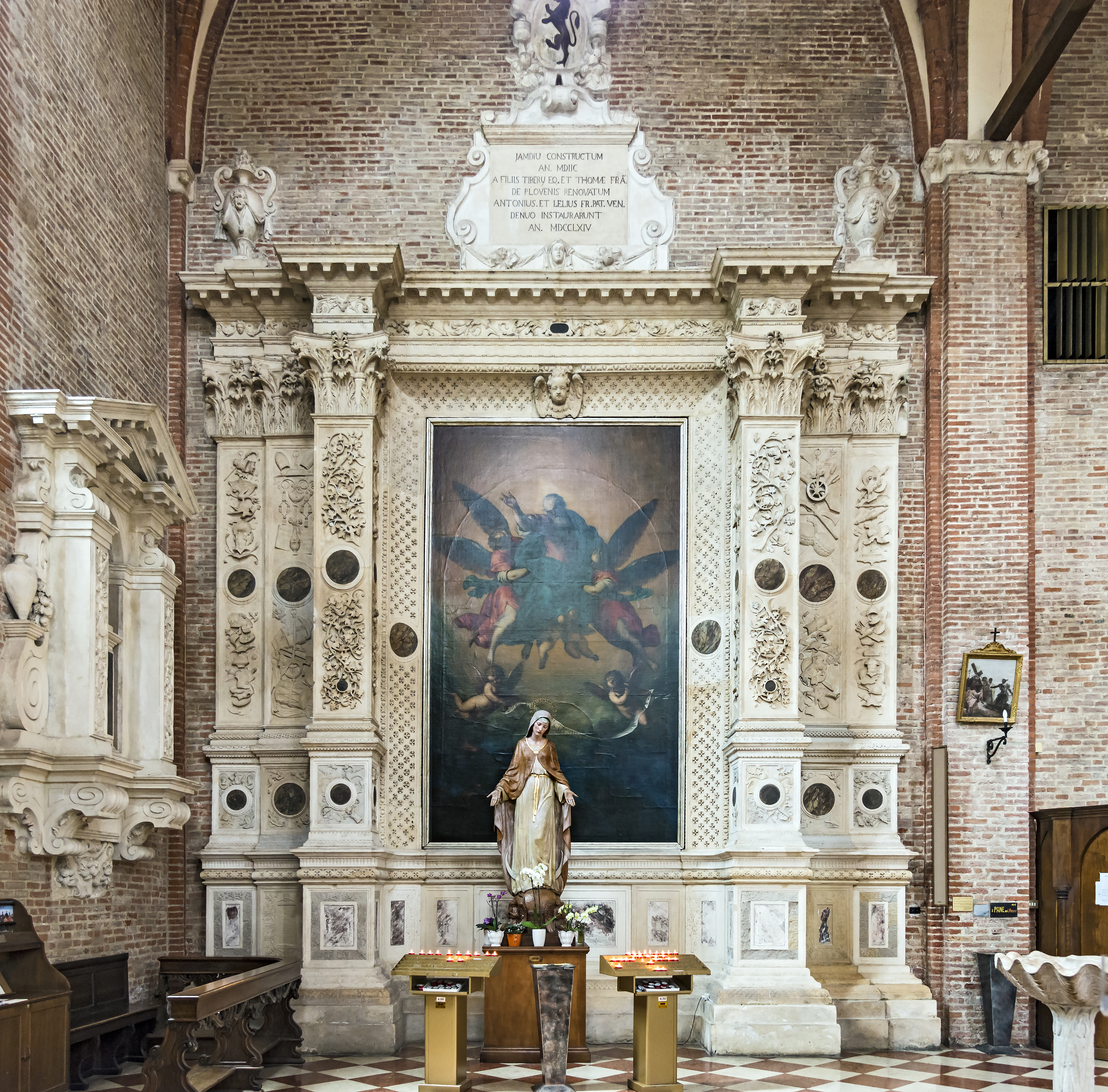
Autel Piovene.
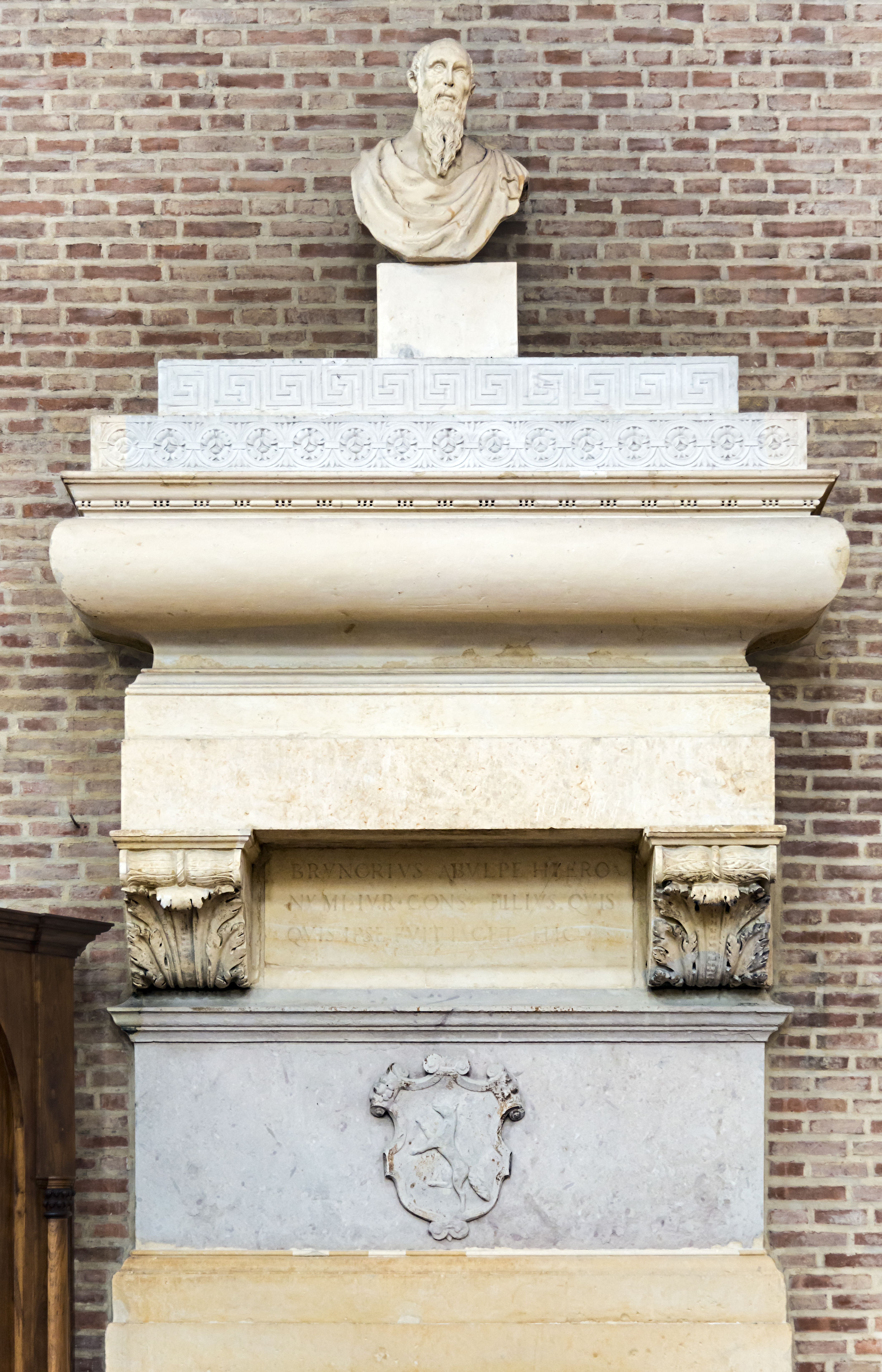
Monument à Brunoro Volpe.
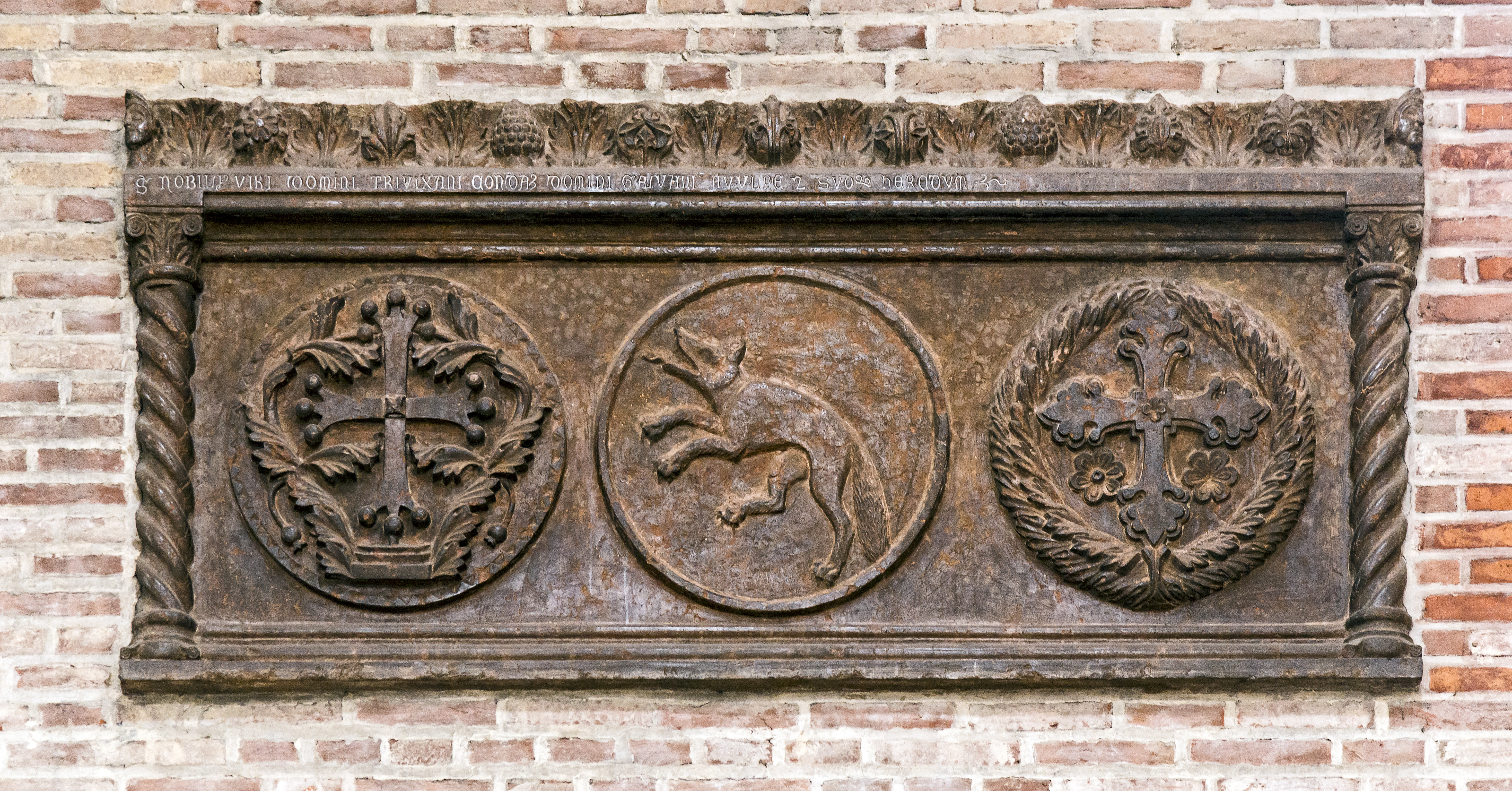
Sarcophage de Trevisano Volpe.
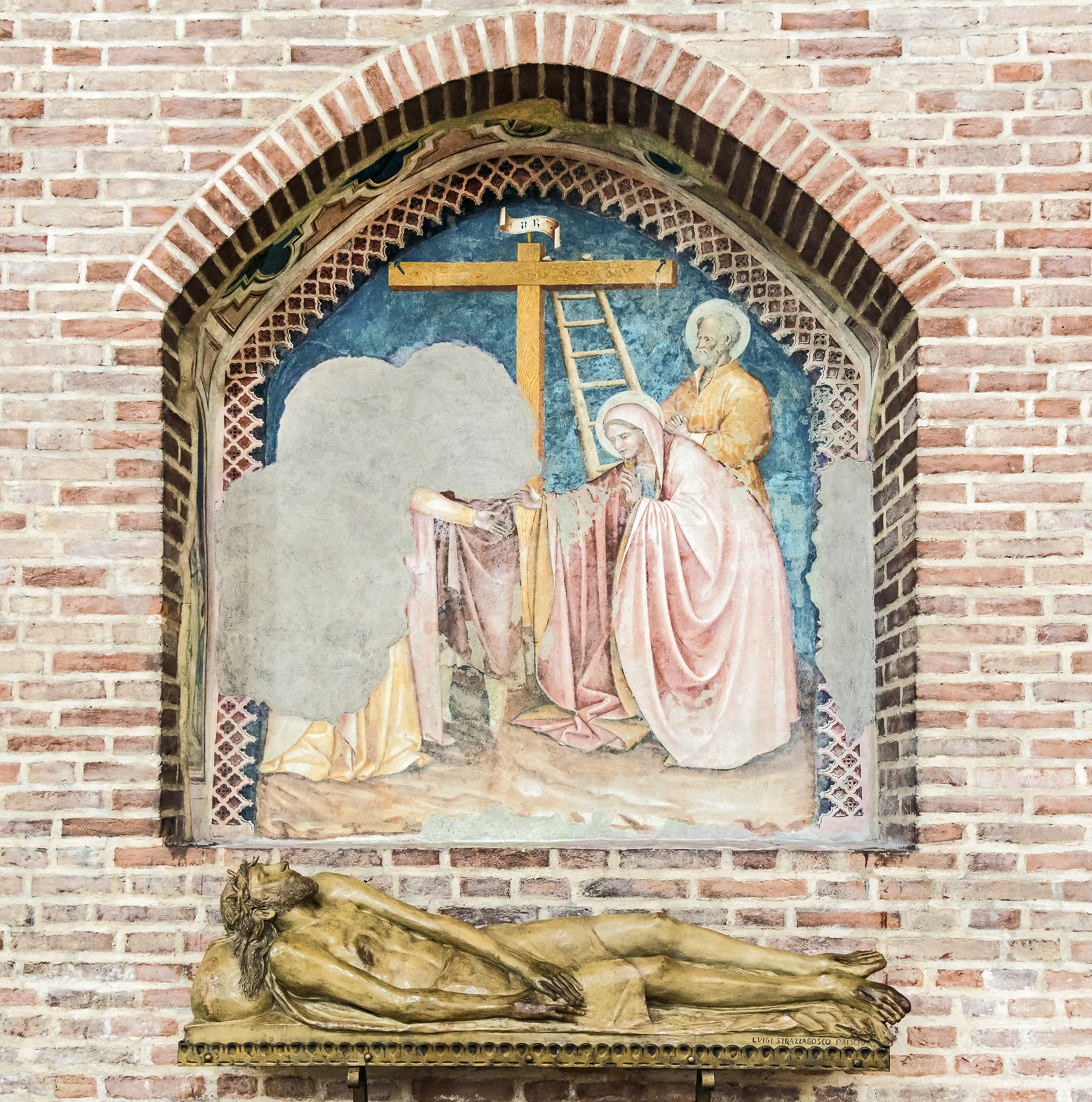
Lamentation sur le Christ mort.
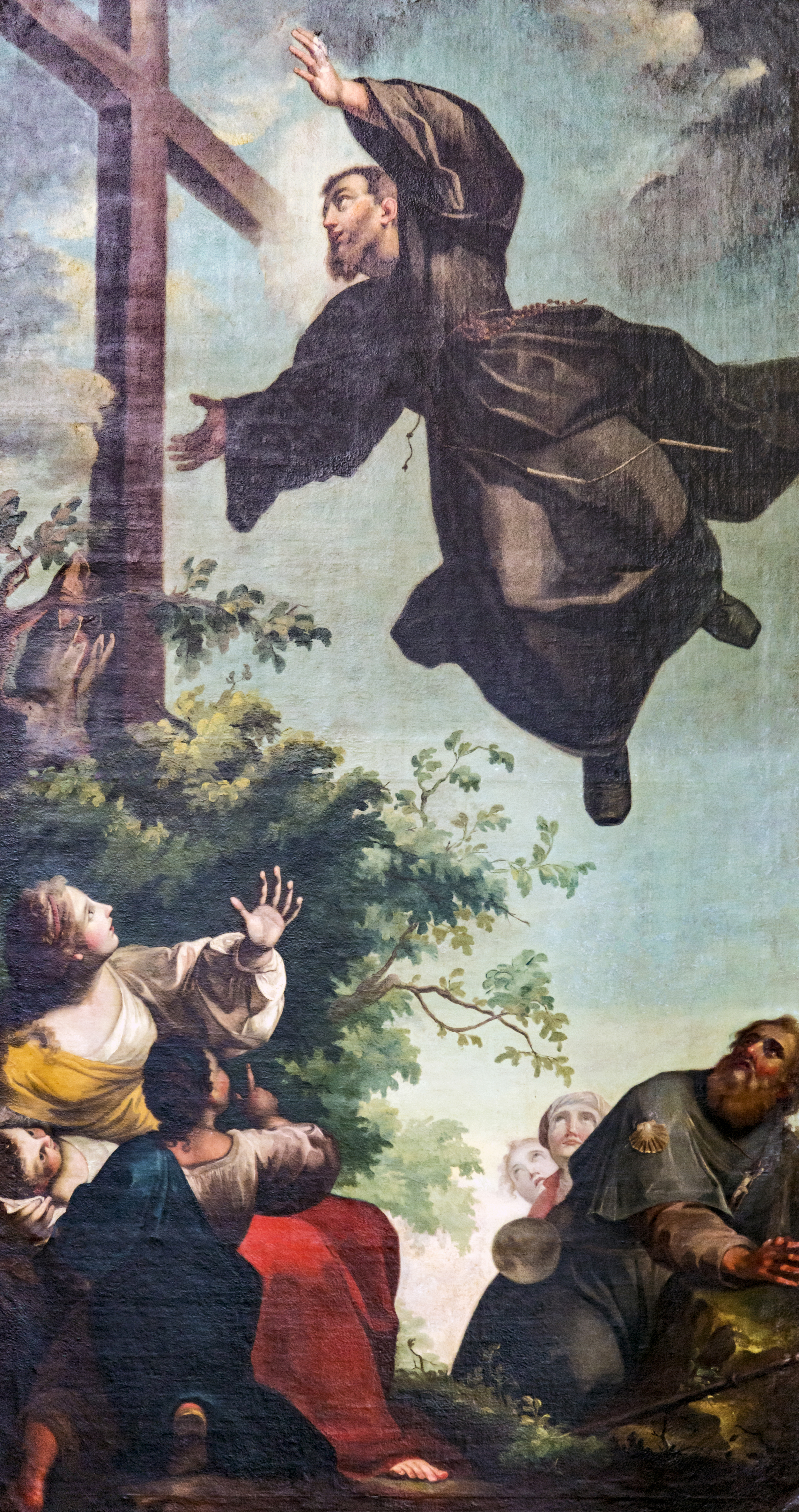
Extase de Saint-Joseph de Cupertino.
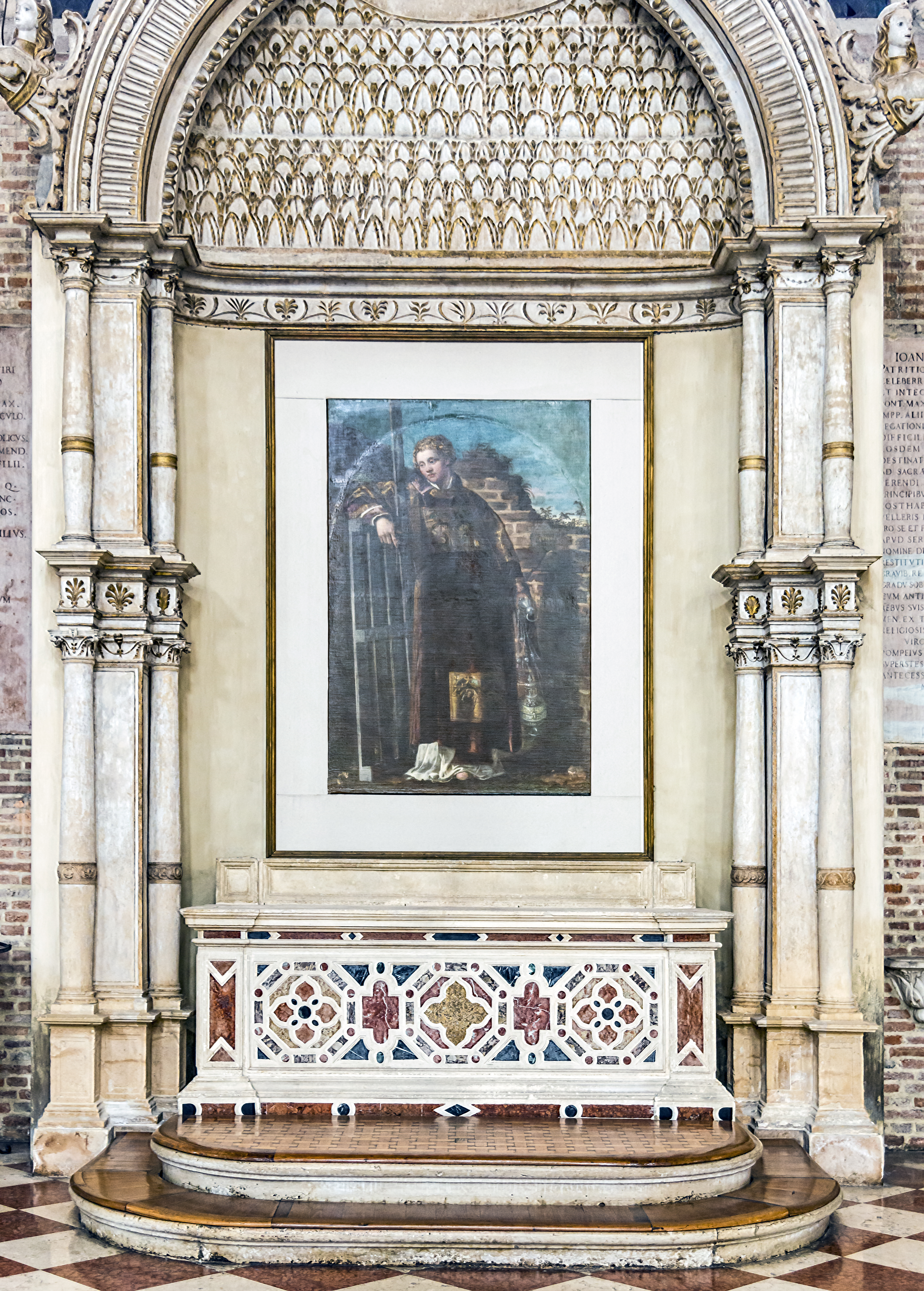
Autel de saint Laurent.
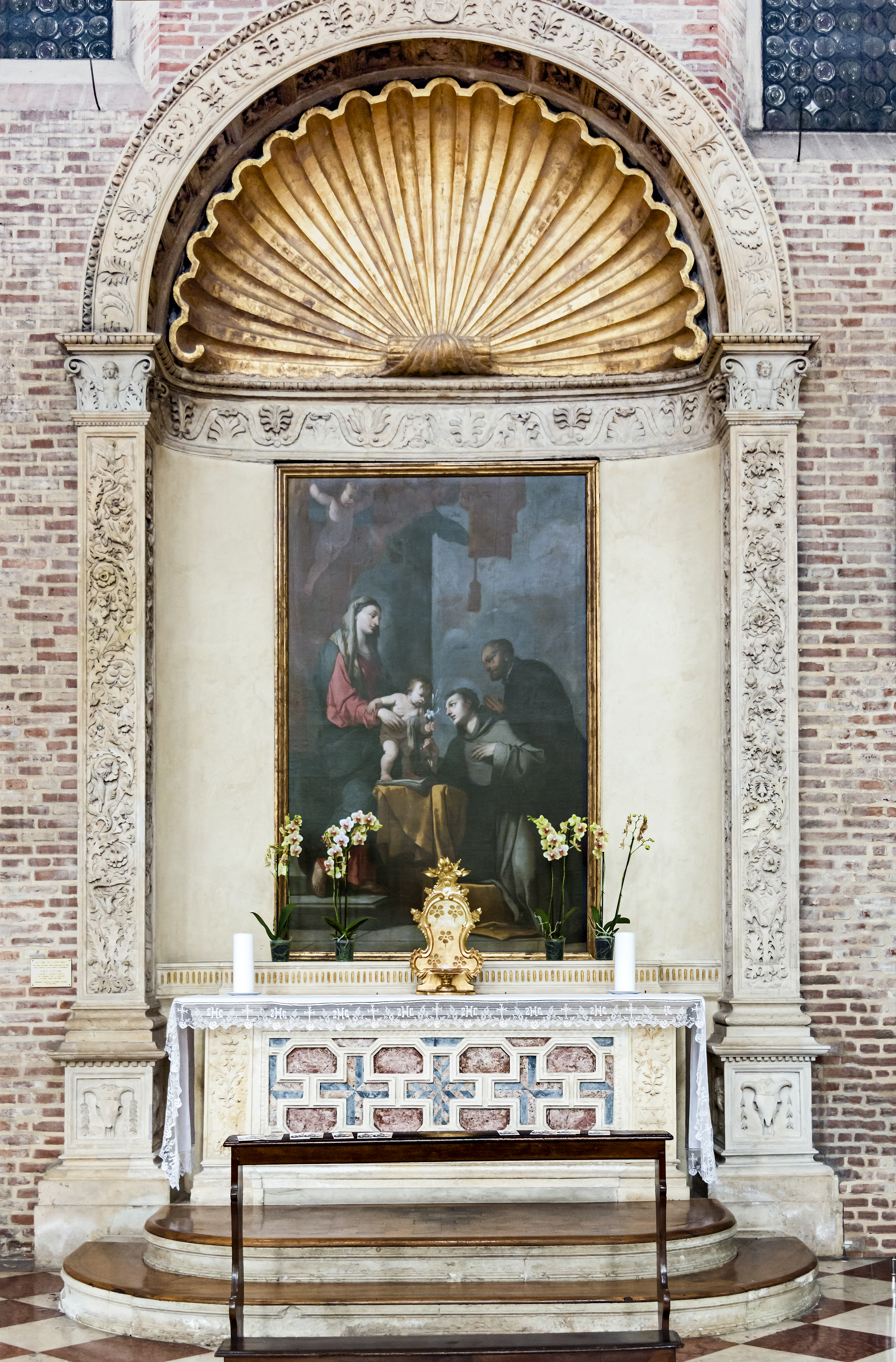
Autel de saint Antoine de Padoue.

### Le Chœur
L'abside principale, surélevée de quatre marches, accueille le chœur liturgique, avec au centre le maître autel. Le cœur est éclairé par cinq fenêtres oblongues et possède un périmètre extérieur polygonal.

#### Le maître autel
L'autel est un travail du XVIIIe siècle. L'autel primitif de 1269 a été démoli en 1731 pour le reconstruire de façon plus moderne ce qui rendrait l'église plus brillante. En 1938, un tabernacle du XVIIe siècle a été érigé. Il était initialement à San Giovanni in Bragora, à Venise. Au-dessus de l'autel se trouve un crucifix en bois de la seconde moitié du XVe siècle (placé ici en 1960).

#### Sur le mur de droite, deux grandes toiles
Présentation de Marie au temple et Jésus ressuscité apparaît à Marie. Ces deux œuvres sont signées du même auteur Francesco Pittoni (oncle du plus connu Giambattista), huiles sur toiles vers 1690.

#### Sur le mur gauche, deux monuments funéraires
- Le monument à Leonardo Porto et à ses fils Peter et Ludovico. Déplacé dans le chœur en 1914, initialement placé dans la troisième travée gauche, où a été découverte la fresque du XIVe siècle maintenant exposée. Il a été commandé par voie testamentaire en 1545 par Leonardo Porto et a été érigé en 1564 par les fils survivants, selon les dispositions qui voulaient les urnes distinctes. Au centre, au-dessus, est l'urne du père, la plus brillante ; les plus basses sont les tombes des enfants reposant sur un grand sabot avec l'inscription : Paulus Ioannes Camillus Symon fratres patri. Ac fratribus moestissimi poser Klendis ianuarii M.D.LXIII. Les armes de la famille Porto sont visibles avec l’aigle bicéphale au centre. L’attribution de l’œuvre elle-même est controversée : certains ont pensé à Palladio, d'autres à Michele Sanmicheli.

- Monument funéraire pour Ippolito Porto, noble de Vicence, mort en 1572. Il célèbre sa glorieuse entreprise : la capture, dans la bataille de Mühlberg, de Federico di Sassonia, grand ennemi de l'empereur Carlo V. Du côté sculptural, l'auteur serait Lorenzo Rubini. Placé à l'origine dans le chœur, le monument a été transporté vers la quatrième travée droite en 1839 pour revenir en 1914 dans le chœur.

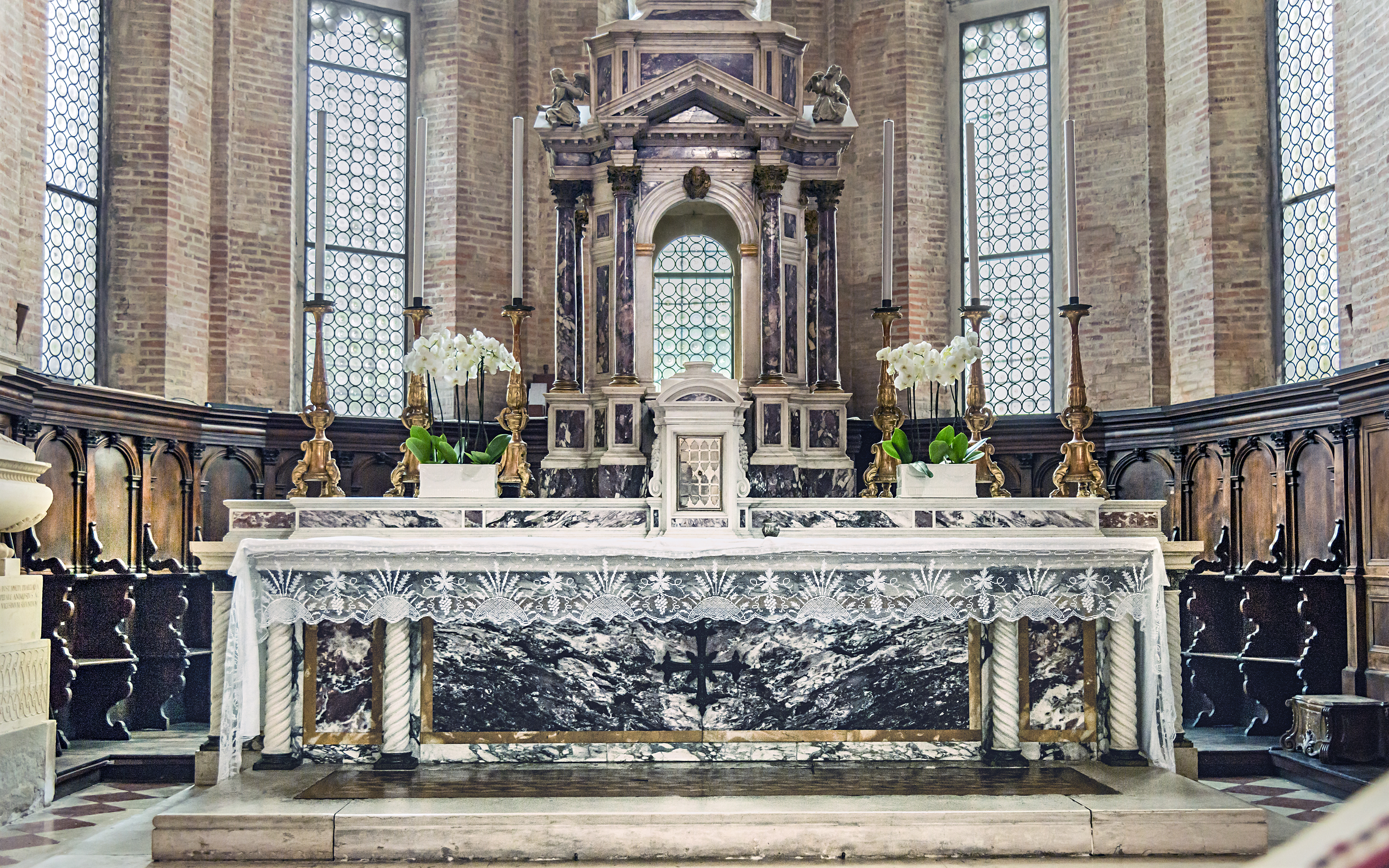
Le maître-Autel.
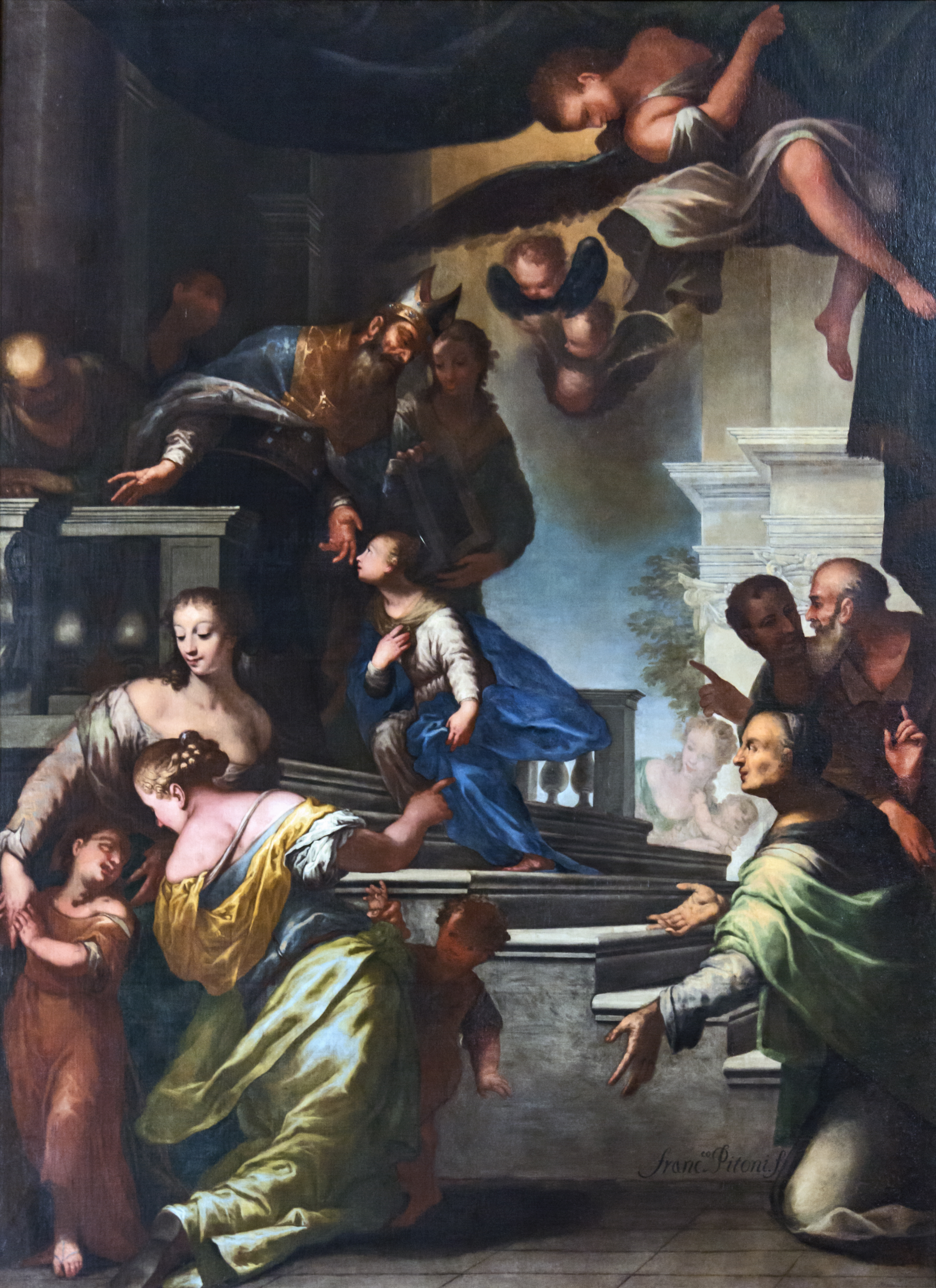
Présentation de Marie au Temple.
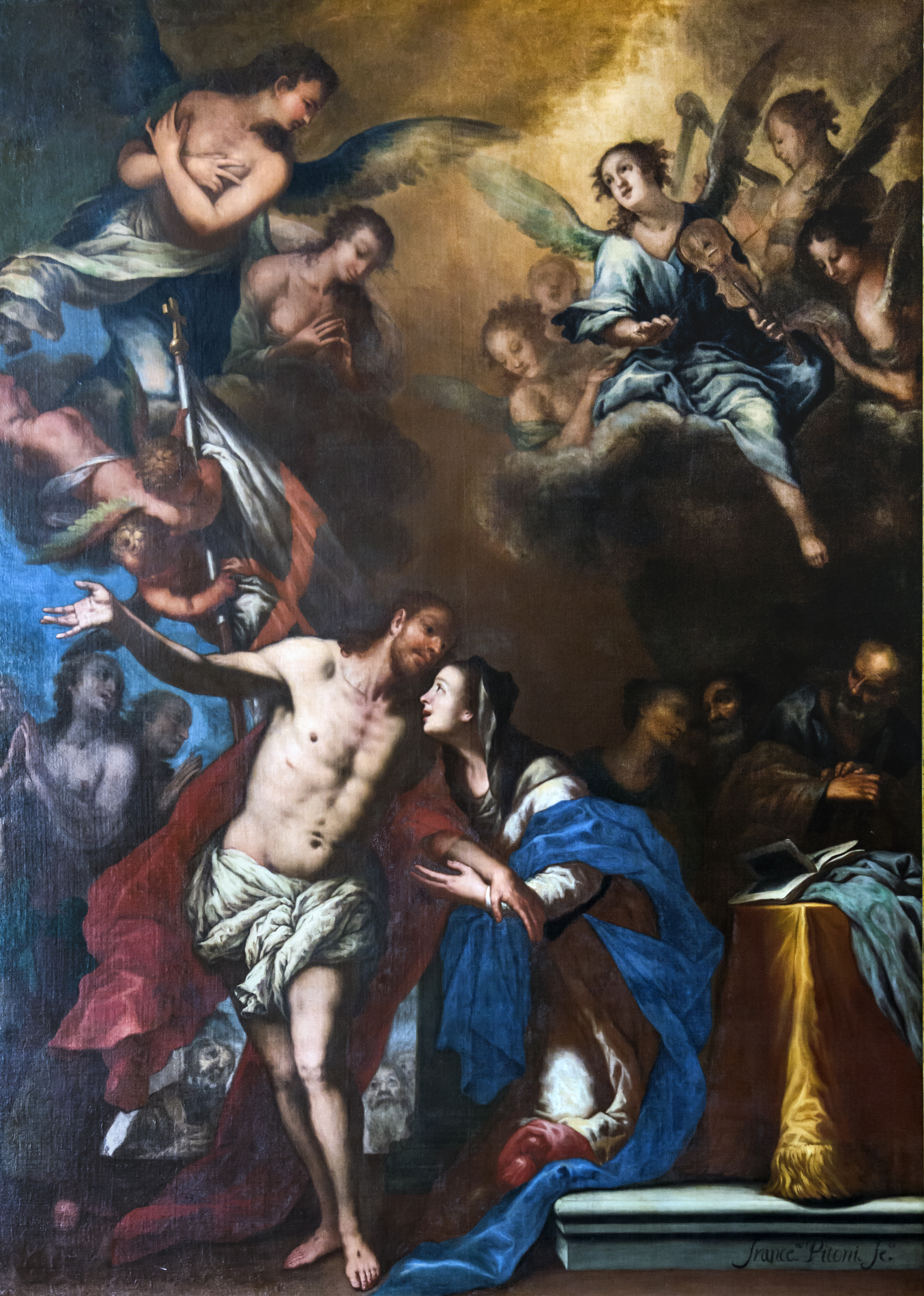
Jésus ressuscité apparaît à Marie.
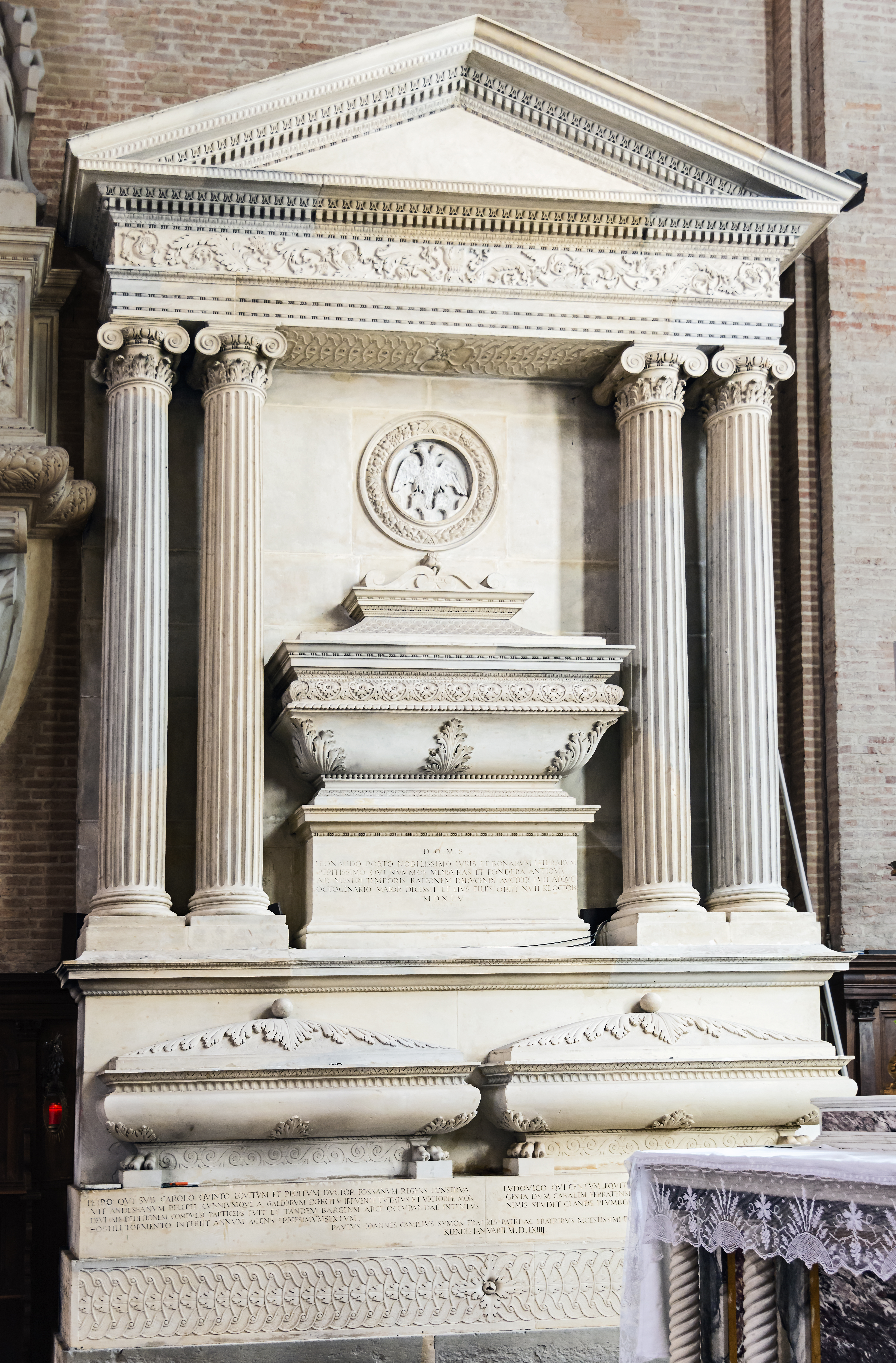
Monument à Leonardo Porto.
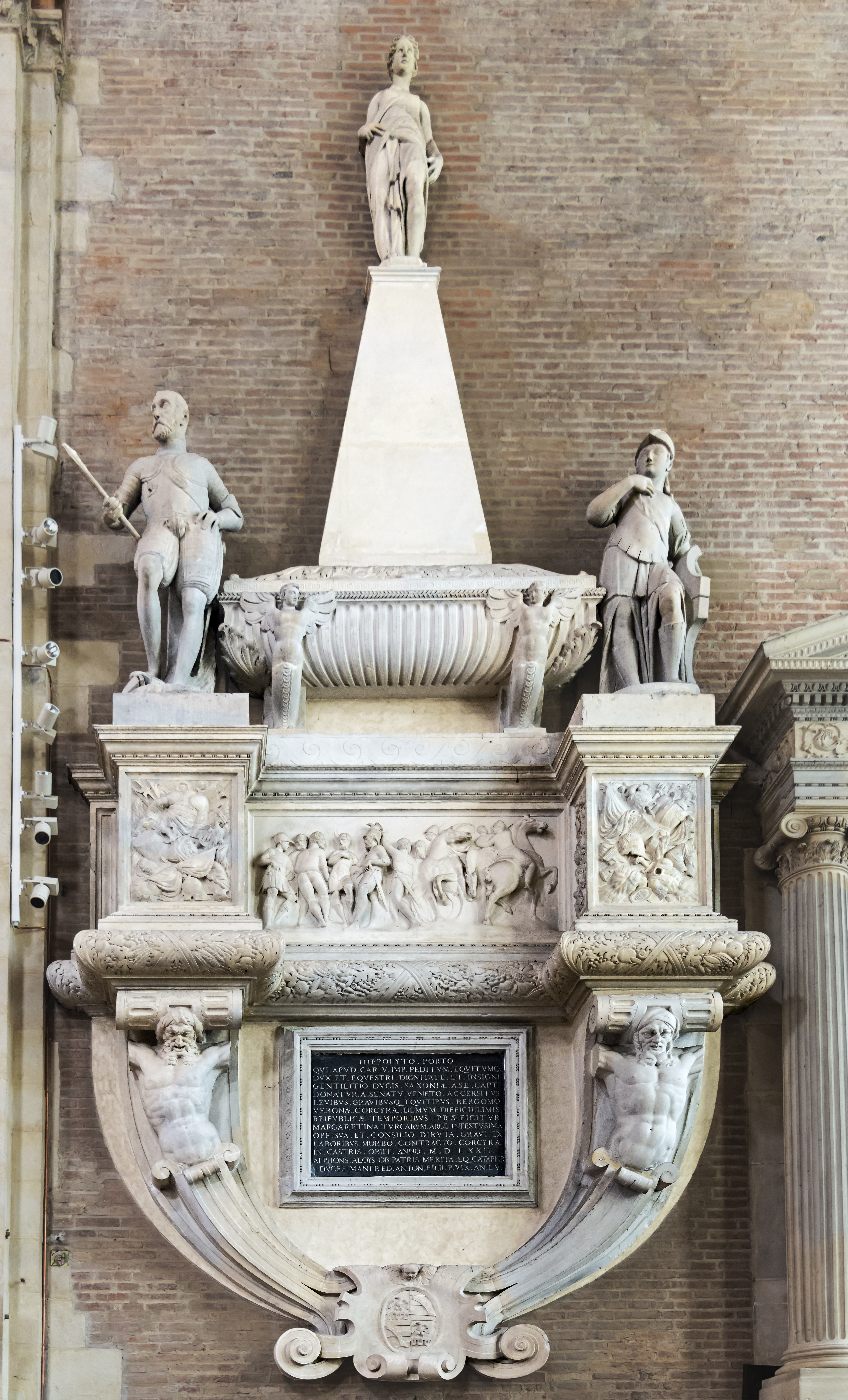
Monument d'Ipolito Porto.

### Bras gauche du transept et chapelle absidiale de gauche

#### La chapelle de la Madone
Chapelle absidiale de gauche. Initialement elle était dédiée à la famille Porto qui l'a financée en 1442. Elle est séparée du transept par un arc finement sculpté ajouté en 1443. L'autel porte un retable la Vierge et l'Enfant entre saint Pierre et saint Paul, l'œuvre est signée (Magister Antoninus de Venetiis) d'Antonino da Venezia au pied. En arrière-plan une draperie en pierre couverte d'étoiles d'or, tombant en plis et soutenue par trois anges.

#### Monument à Bartolomeo Porto
Sur le mur de gauche, la tombe de Bartolomeo Porto, travail sculptural réalisé autour de 1404 dans l'atelier Pierpaolo de Masegne. Sur les côtés de la tombe, des éléments d'une fresque montrent encore les deux figures de saint Pierre et de saint Paul, elles sont attribuées soit à Bartolomeo Montagna, soit à Giovanni Buonconsiglio.

#### Mur de droite
Un petit tabernacle, travail précieux de la fin du XVe siècle, la fresque de la Décapitation de saint Paul, de Bartolomeo Montagna, très abîmée, a été transférée sur toile.

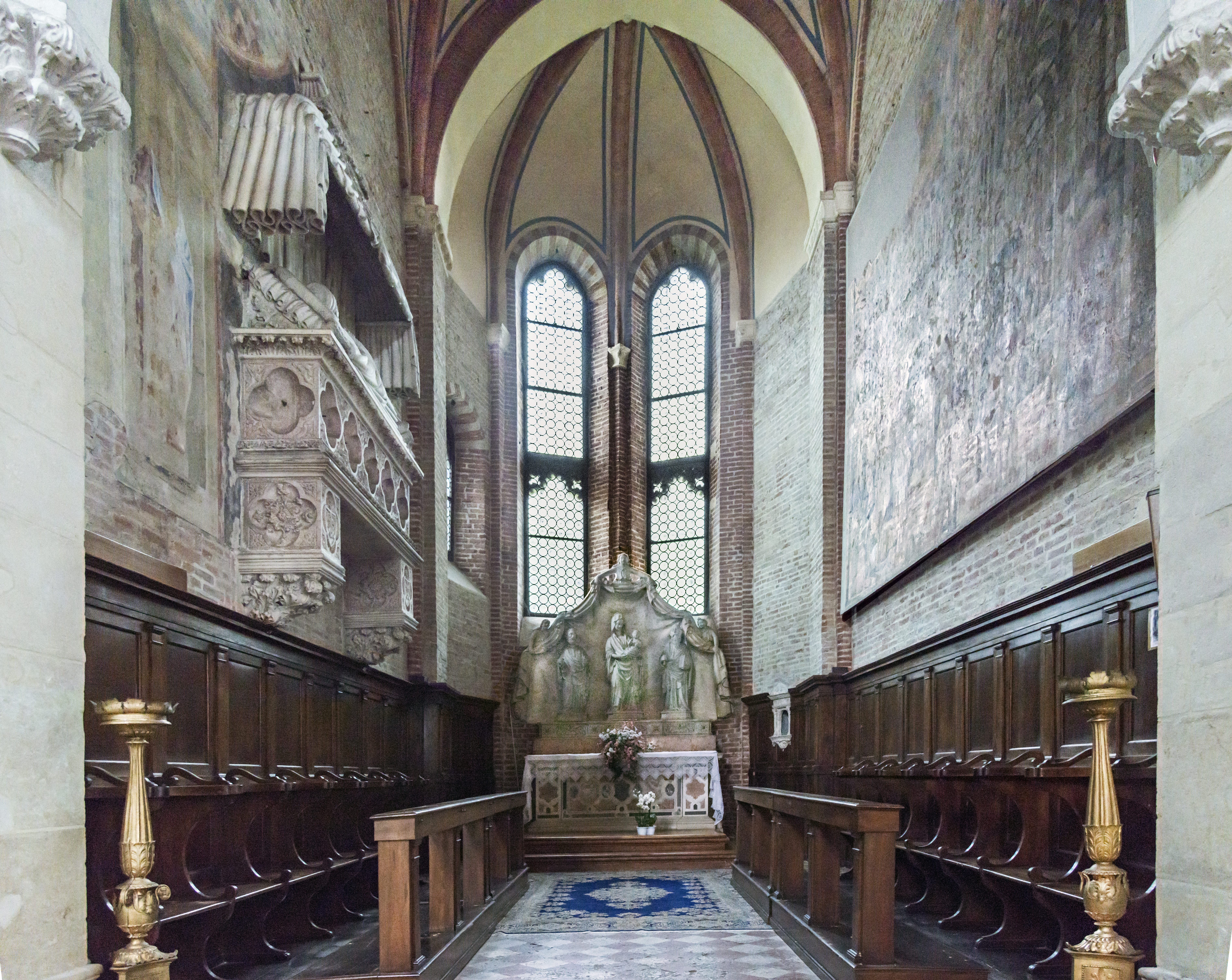
Chapelle de la Madone.
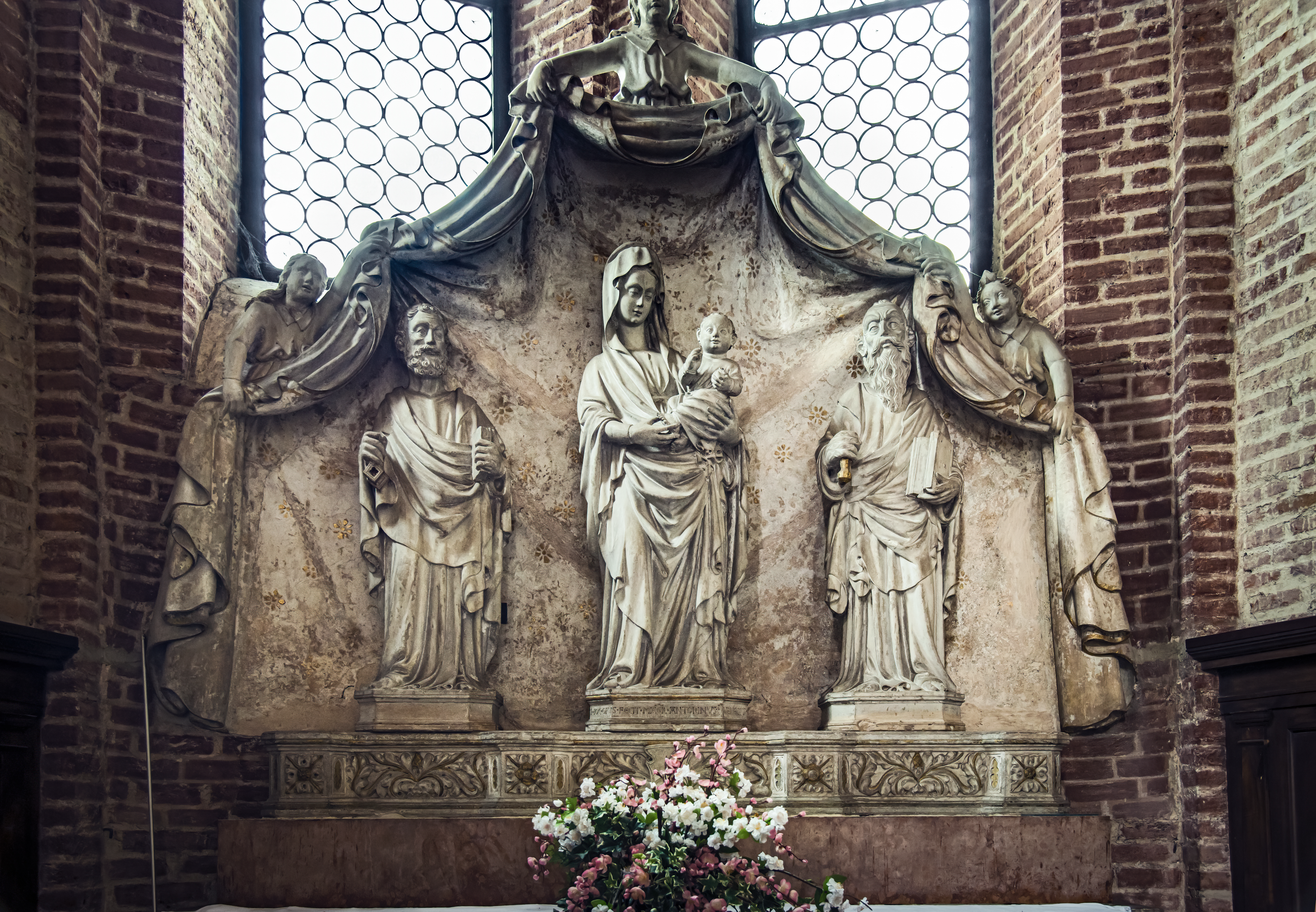
La Vierge et l' Enfant entre saint Pierre et saint Paul d'Antonino da Venezia.
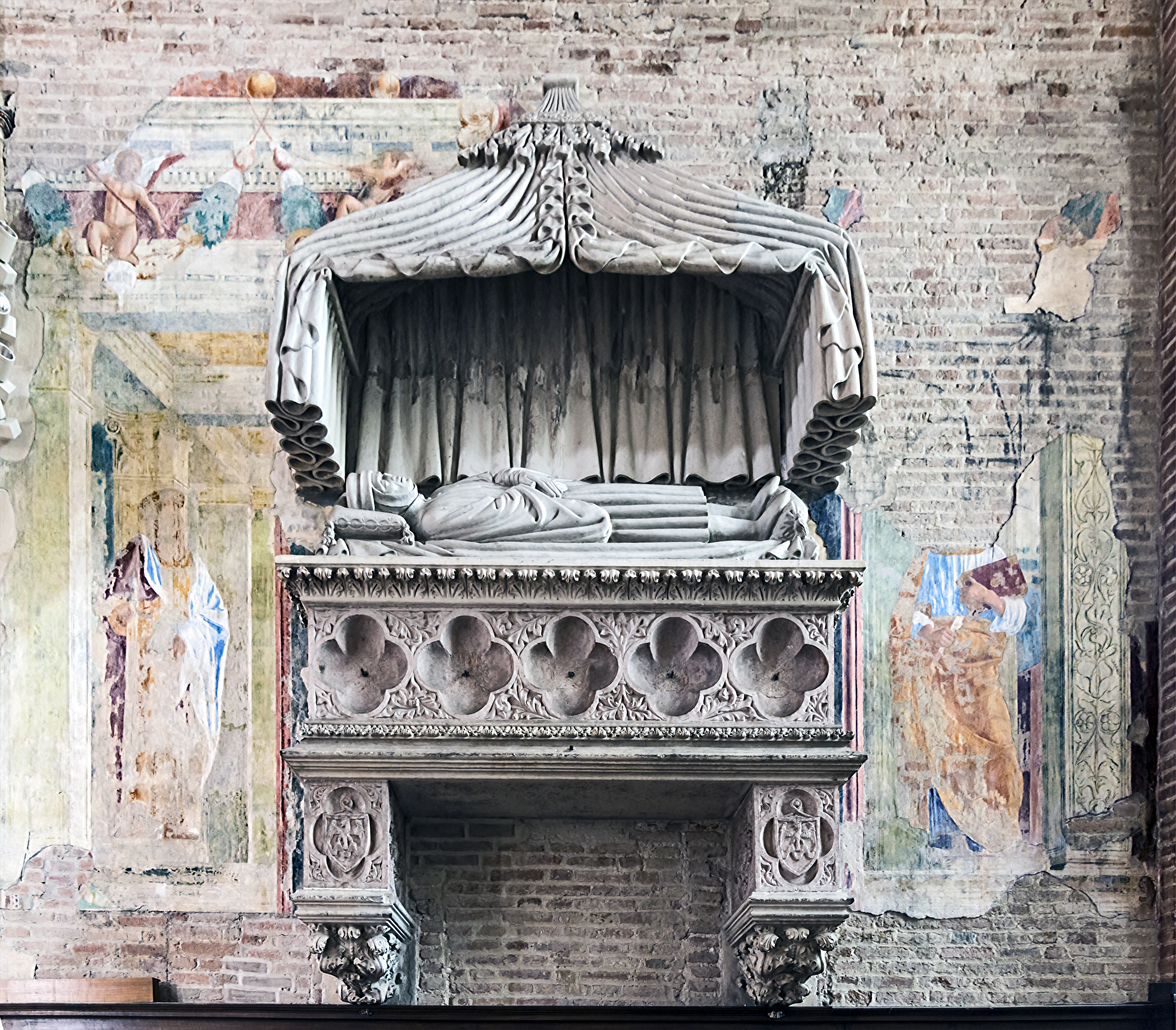
Monument à Bartolomeo Da Porto.
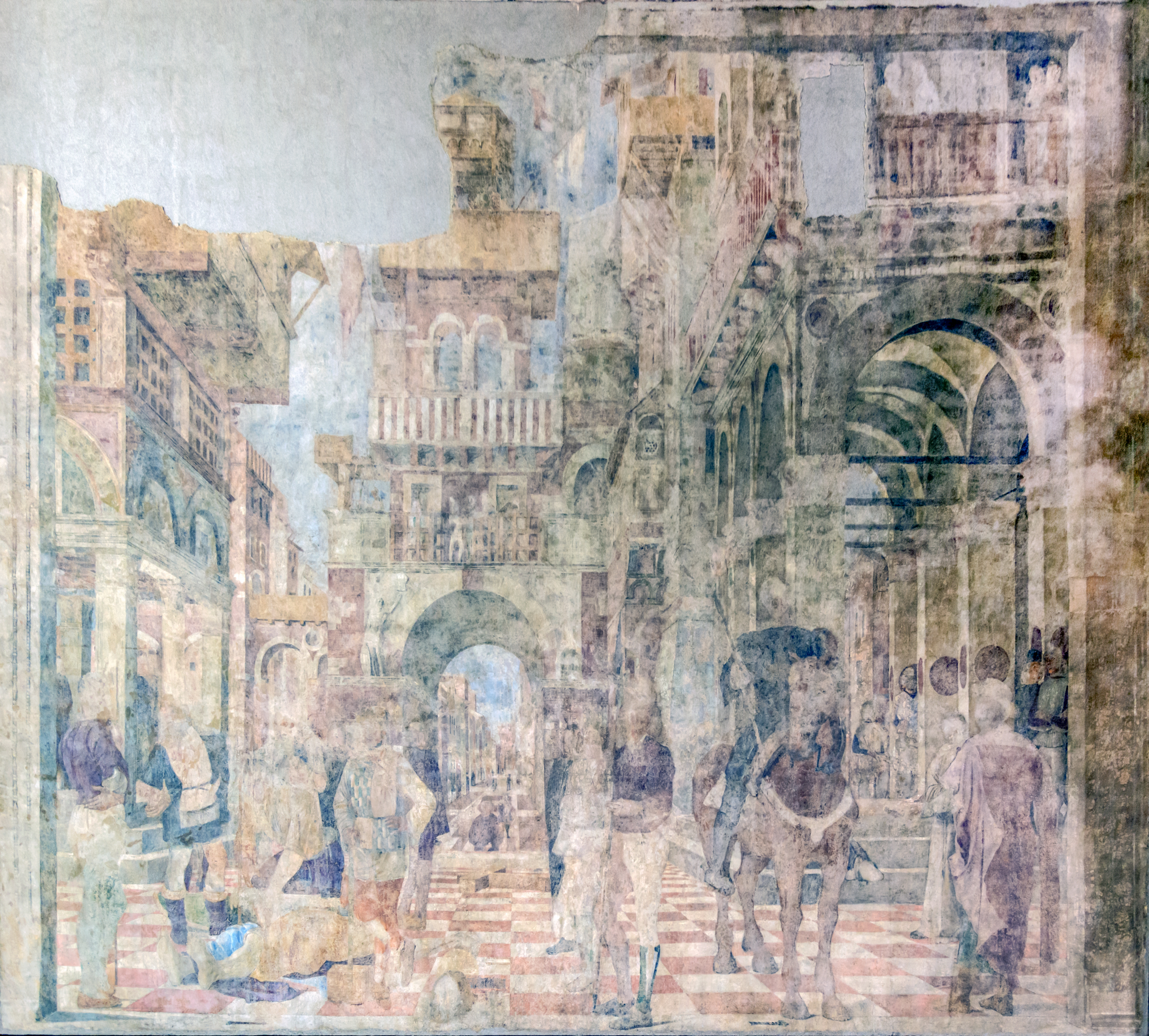
Décapitation de saint Paul de Bartolomeo Montagna.

#### Le fond du transept gauche
Une partie de l'ancienne chapelle romane du saint Laurent a été utilisée pour le transept gauche. Le campanile a sa porte dans cette structure, surmonté d'un tympan décorée d'une fresque, saint François montre les stigmates de 1320. Au-dessus de la porte, deux premières fenêtres bifores du XIe siècle s'ouvrent dans le transept.
Le fond du bras gauche du transept permet le passage de l’église vers les deux cloîtres et la sacristie au travers de l’autel Caldogno datant de 1576. Le tympan, en lieu et place du retable perdu qui montrait l’Apparizione dell’anrcangelo Michele su Castel Sant’Angelo a san Gregorio Papa, montre aujourd’hui l’Instituzione del Terz’Ordine francescano par Ina Barbieri. De part et d’autre de l’autel deux huiles sur toile d’un peintre vénitien de la fin du XVIIe siècle représentent Le mariage de la Vierge et La sainte famille. Au-dessus, l’orgue de tribune de facture moderne.

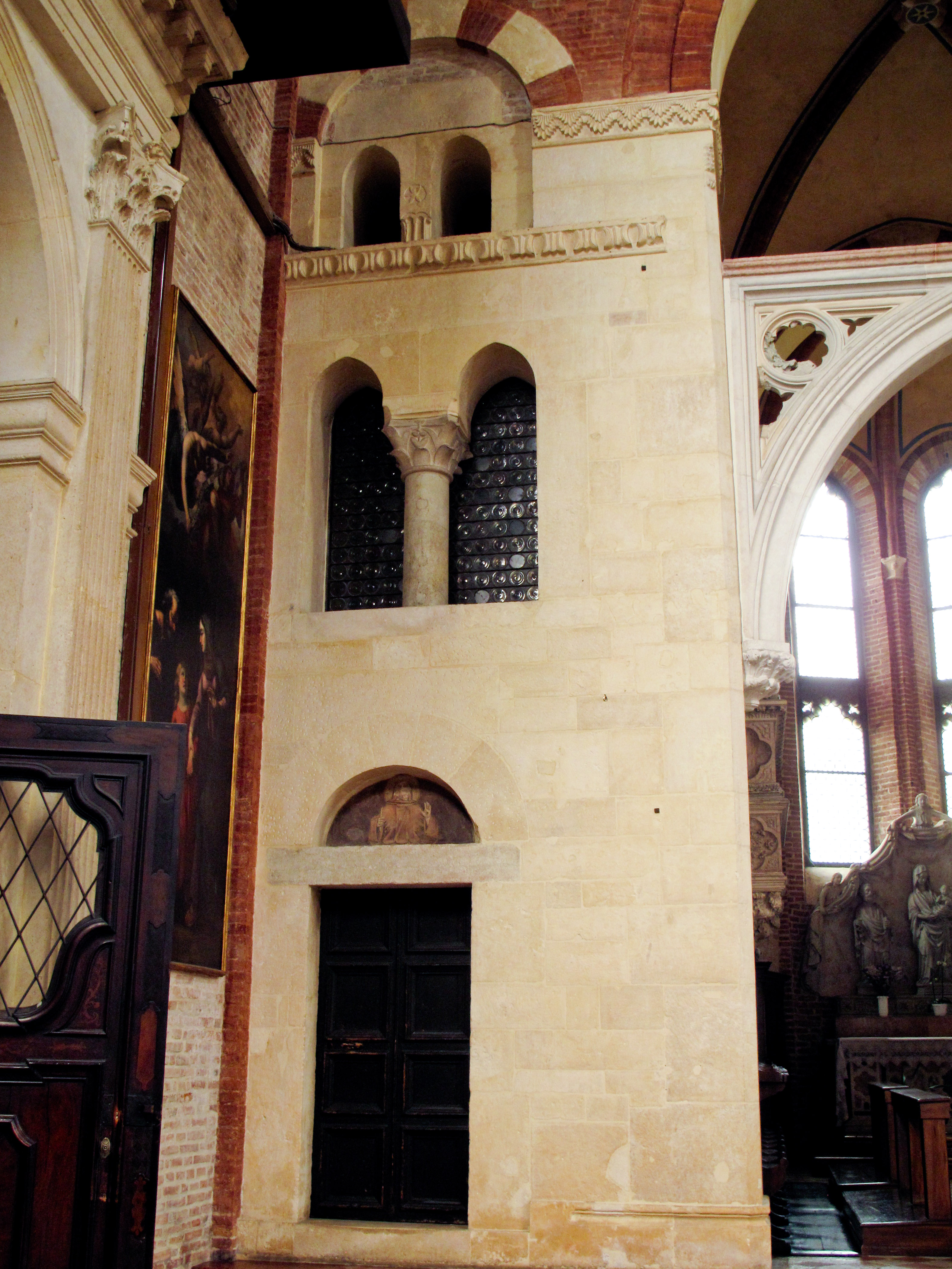
Le pied du campanile
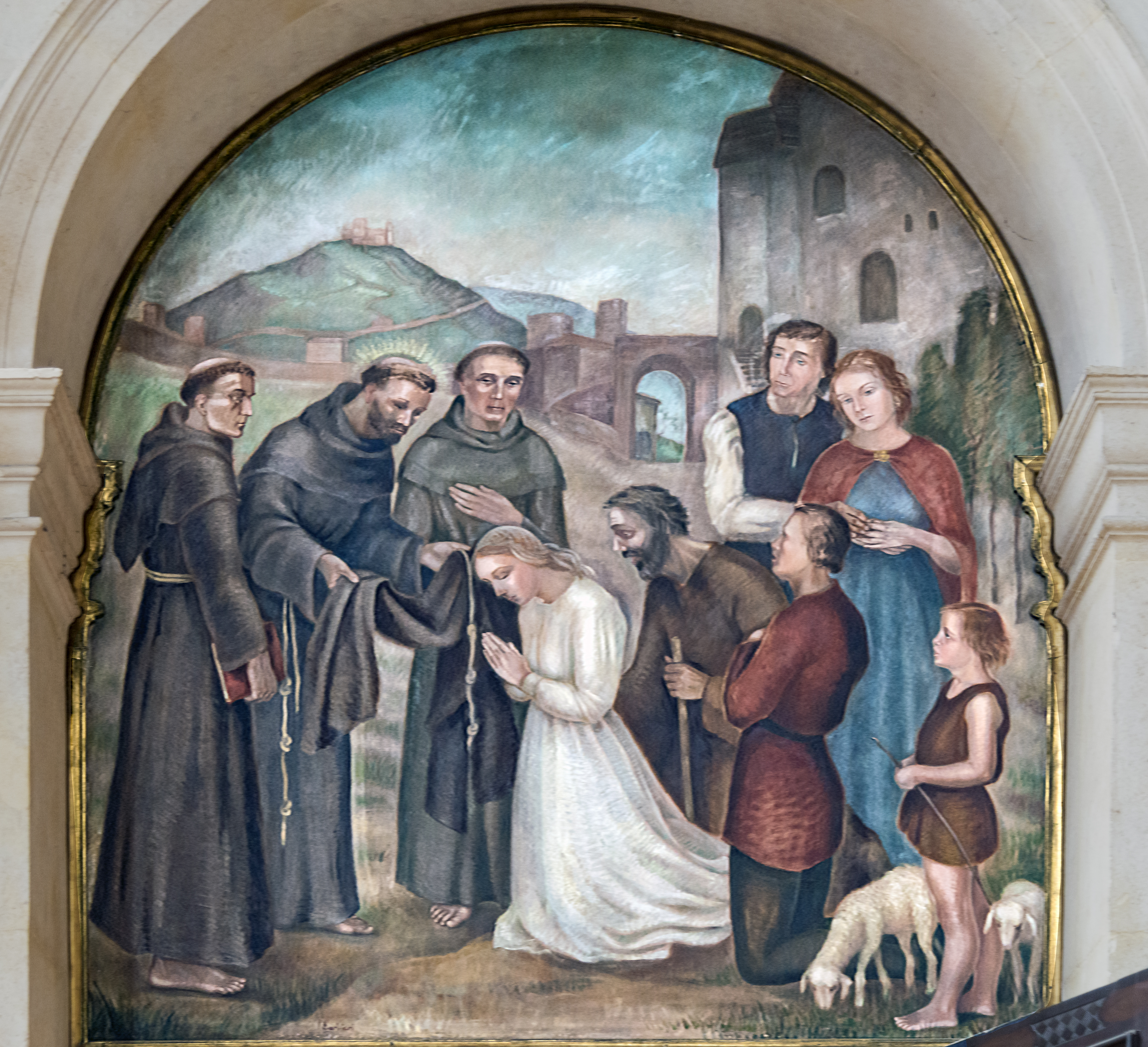
Istituzione del Terz'ordine francescano.
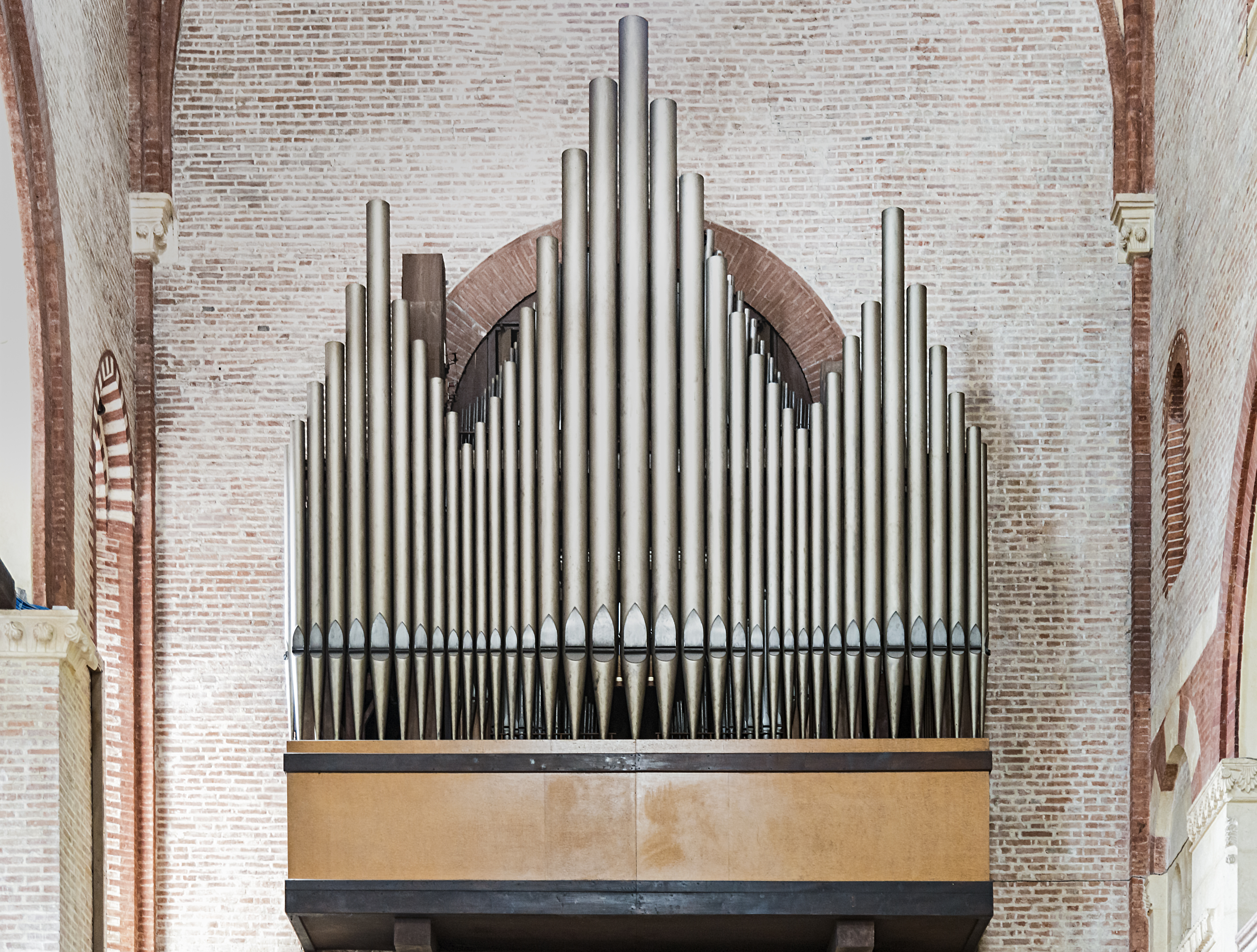
L'orgue.
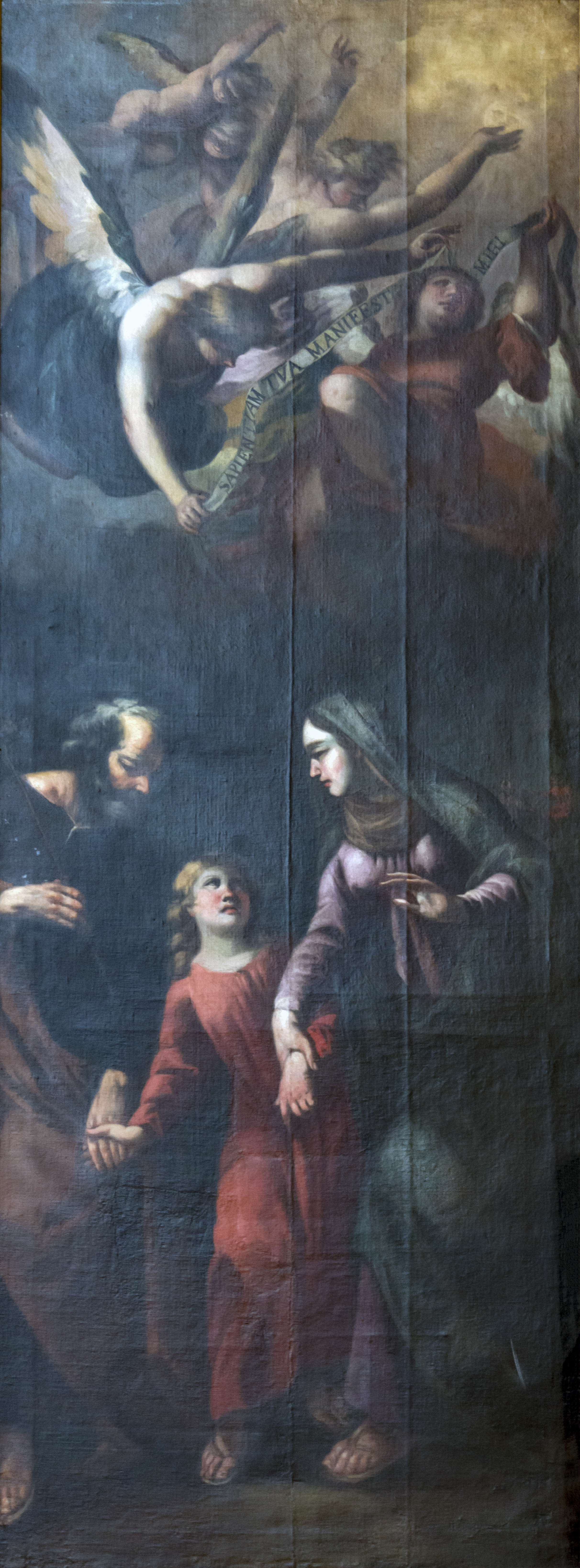
La sainte famille.
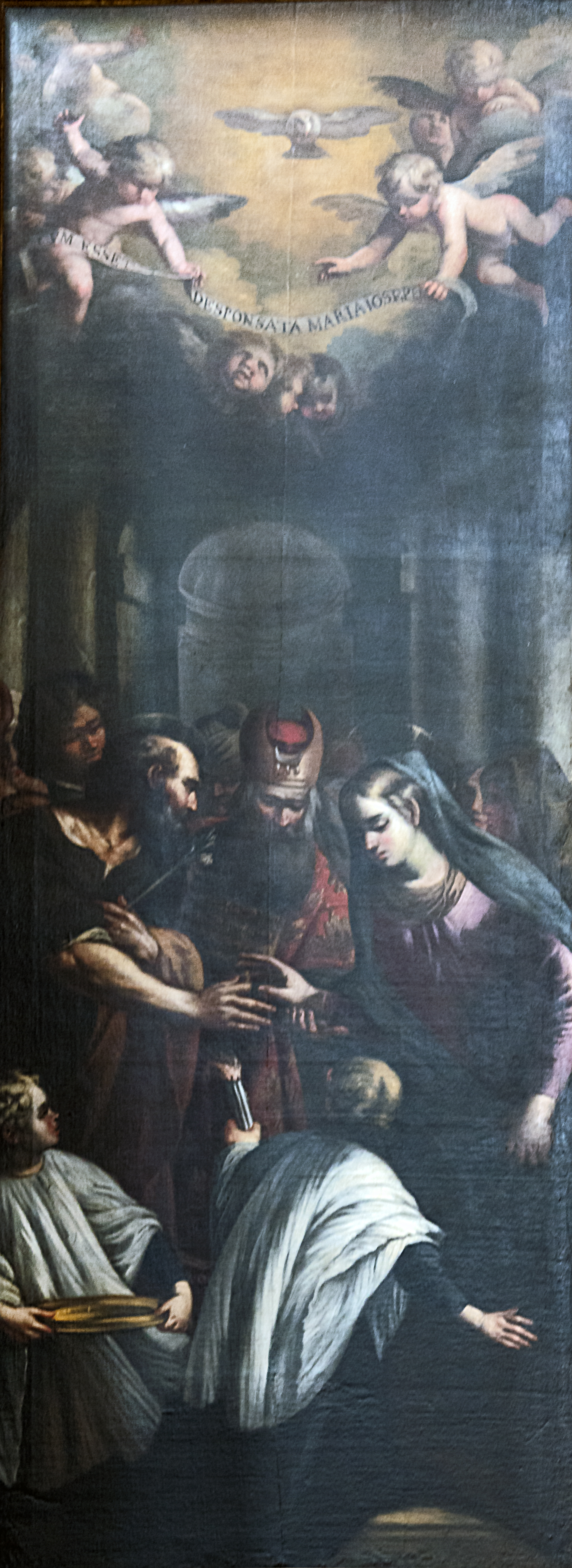
Le Mariage de la Vierge.

### Sources
- Luca Trevisan, La Chiesa di San Lorenzo a Vicenza Guido Storico-Artistica, Zel Edizioni  (ISBN 978-88-96600-55-9)
- Franco Barbieri e Renato Cevese, Vicenza, ritratto di una città, Vicenza, Angelo Colla editore, 2004,  (ISBN 88-900990-7-0)
- Giovanni Mantese, Memorie storiche della Chiesa vicentina, II, Dal Mille al Milletrecento, Vicenza, Accademia Olimpica, 1954
- Giovanni Mantese, Memorie storiche della Chiesa vicentina, III/1, Il Trecento Vicenza, Accademia Olimpica, 1958